# پیر اگوست رنوآر

بال دو مولن دو لا گالت (رقص در مولن دو لا گالت), ۱۸۷۶

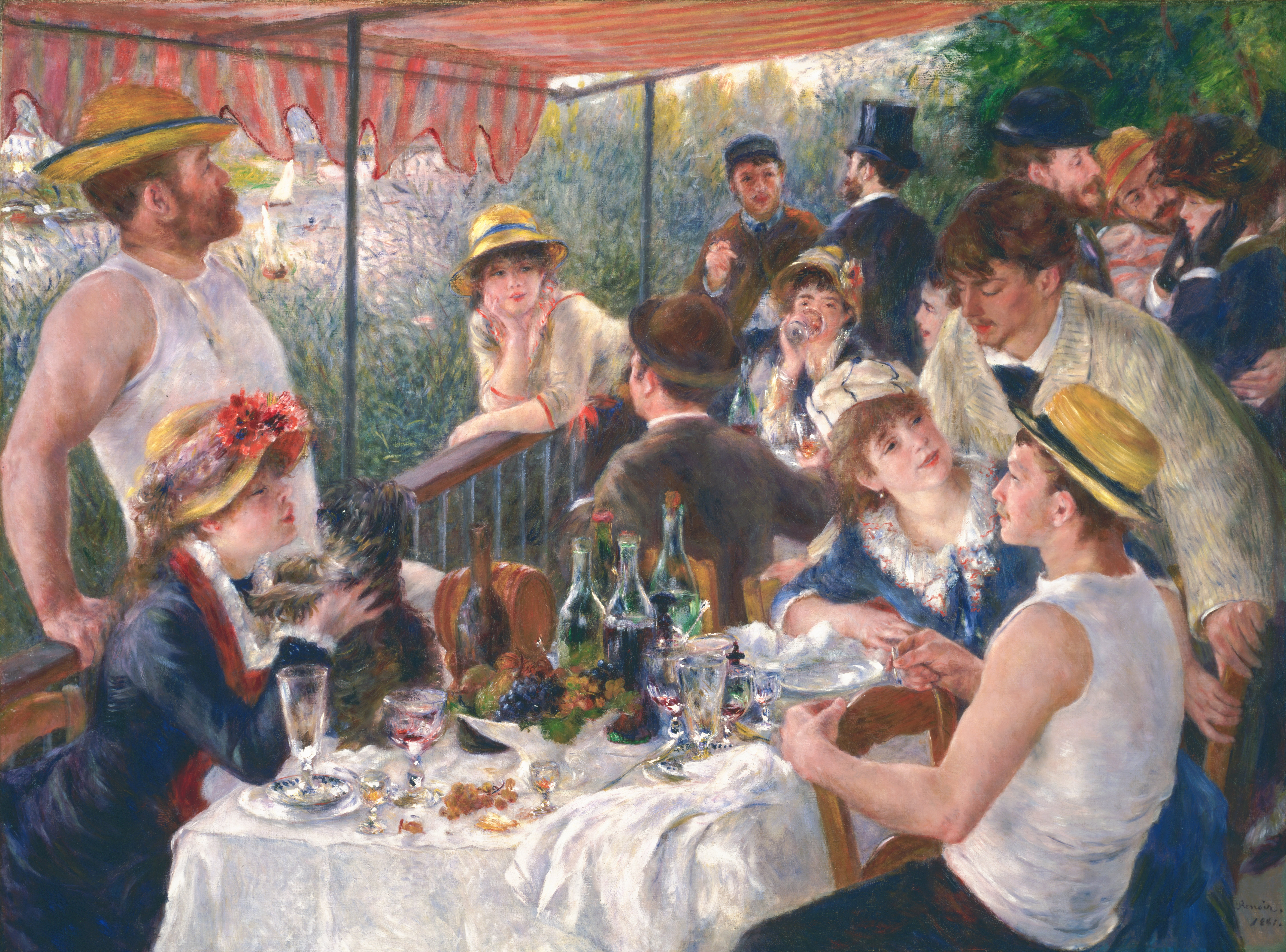
ناهار قایقرانان, ۱۸۸۰–۱۸۸۱

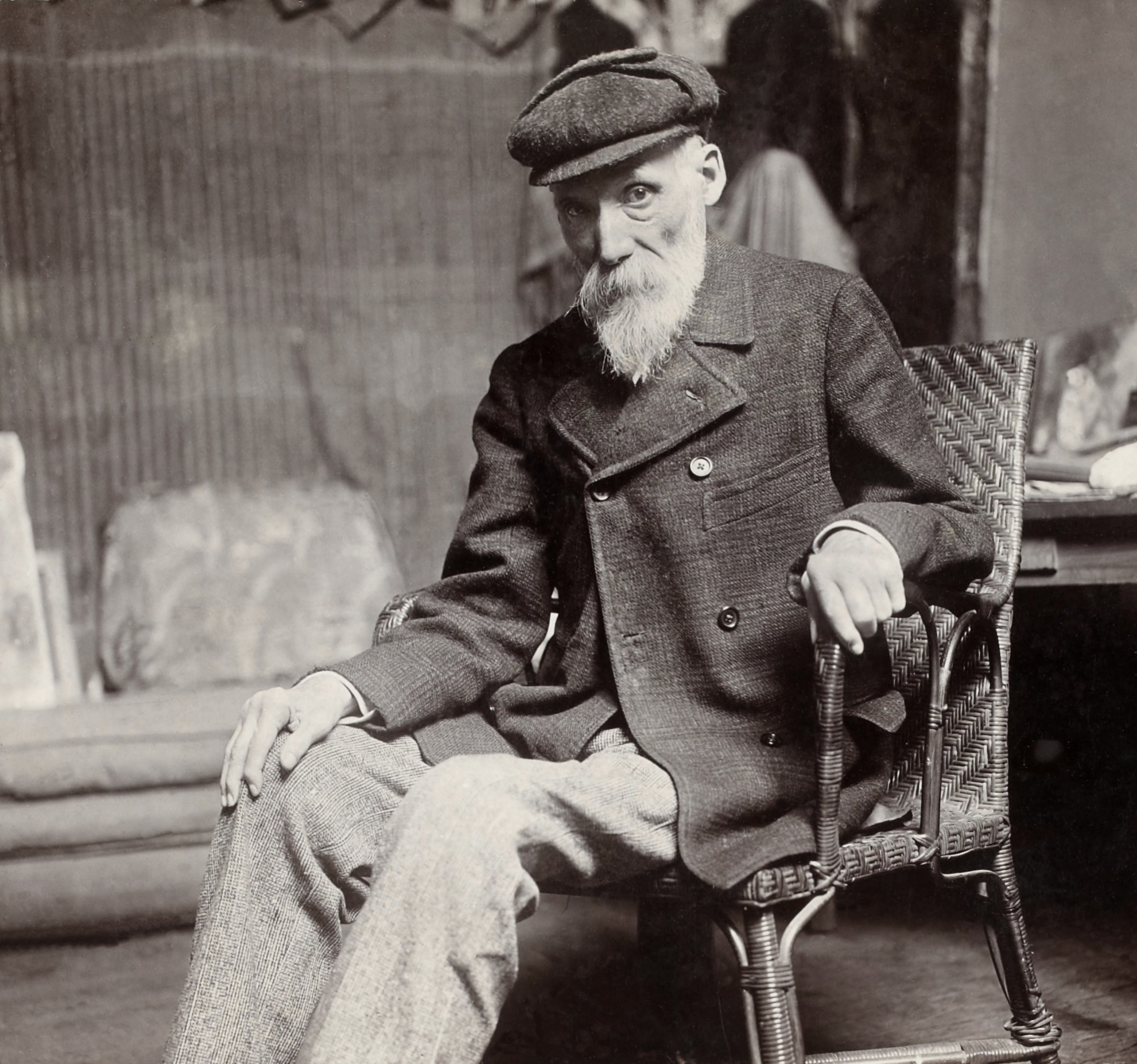
رنوآر حوالی سال ۱۹۱۰

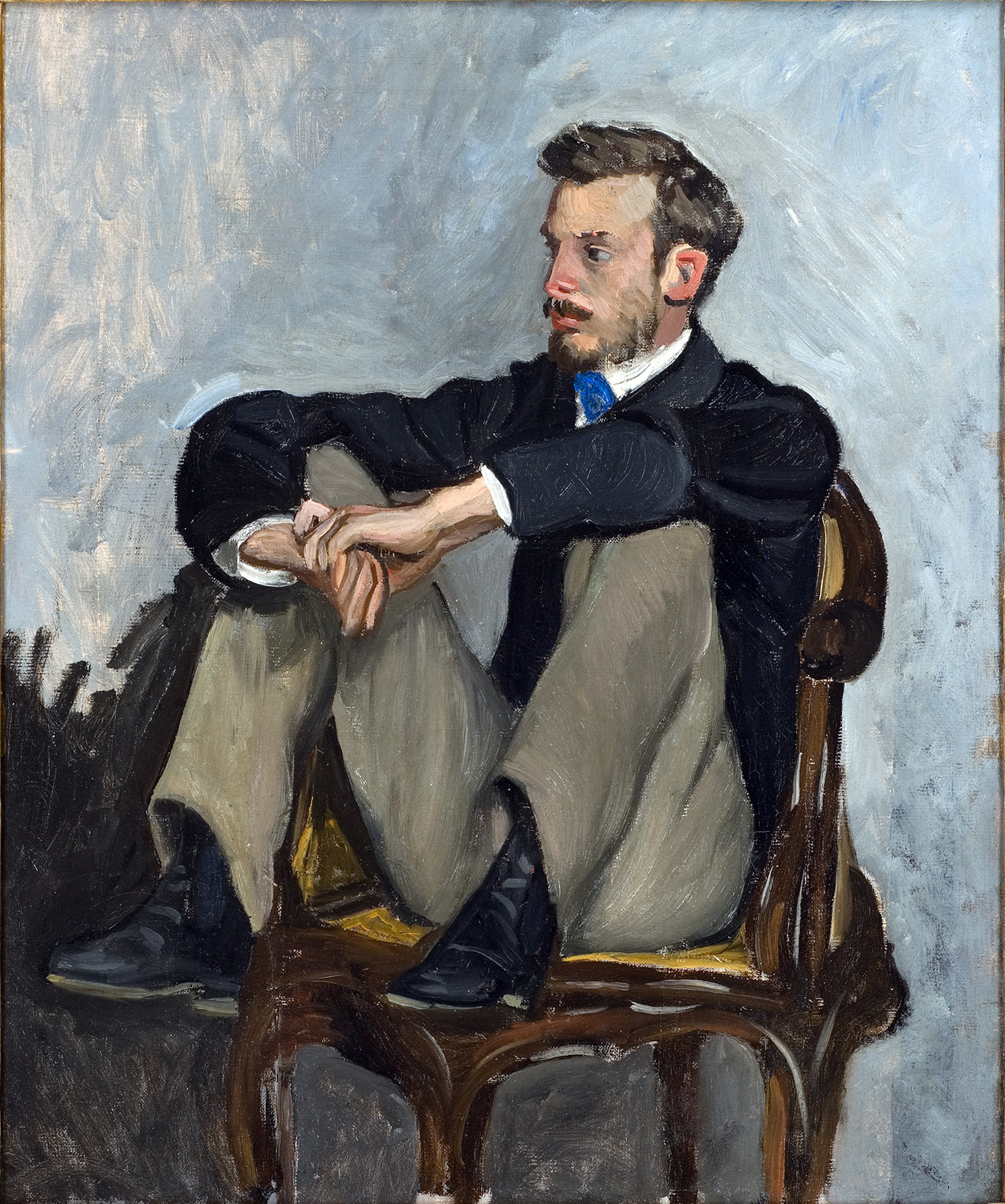
یک پرتره از رنوآر جوان به سال ۱۸۶۷ میلادی که توسط دوست صمیمی‌اش فردریک بازیل کشیده‌شد. این اثر اکنون در مالکیت موزه اورسی قرار دارد.

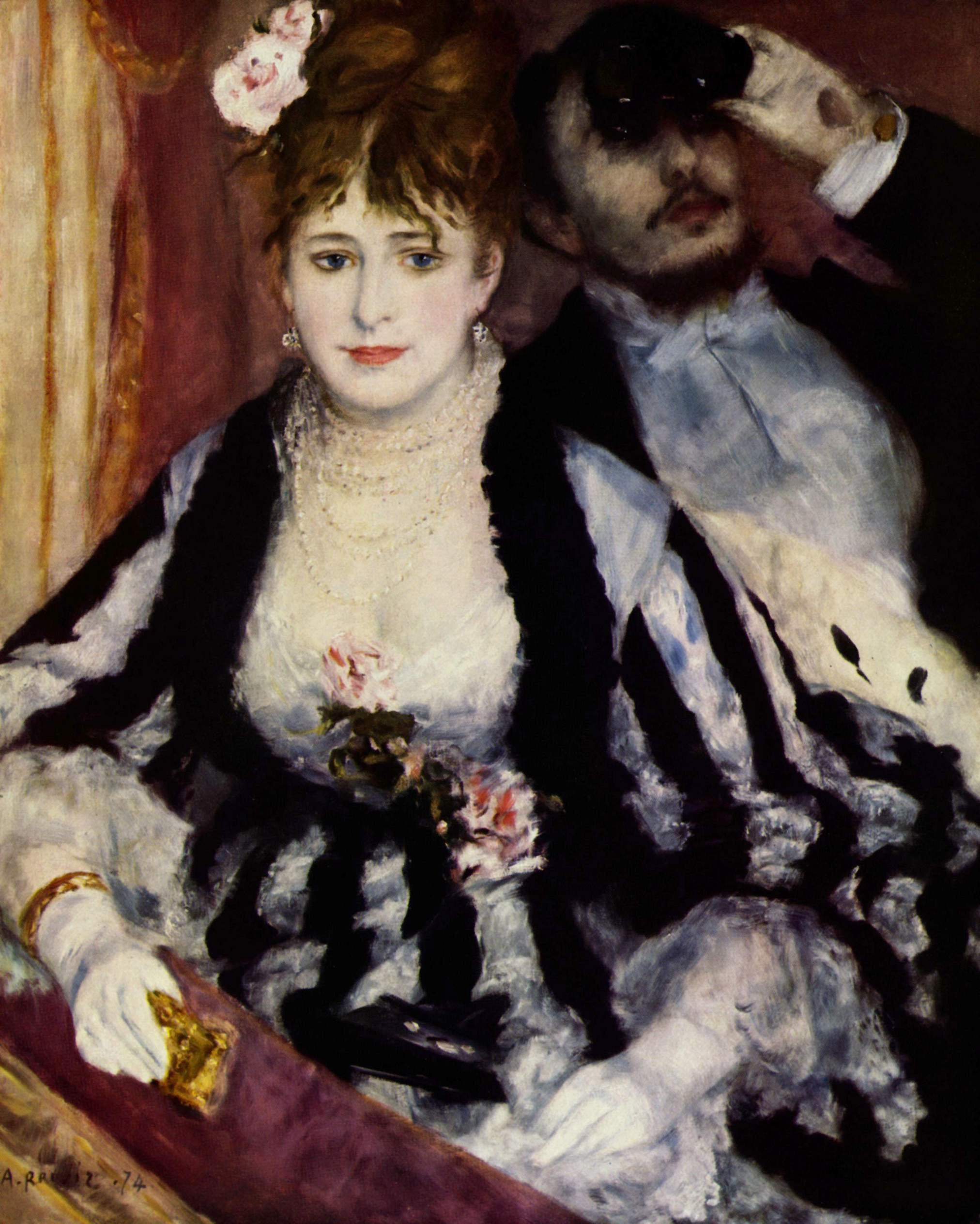
لا لوژ, ۱۸۷۴, گالری کورتولد، لندن

دو خواهر,رنگ روغن بر روی بوم، ۱۸۸۱, مؤسسه هنر شیکاگو

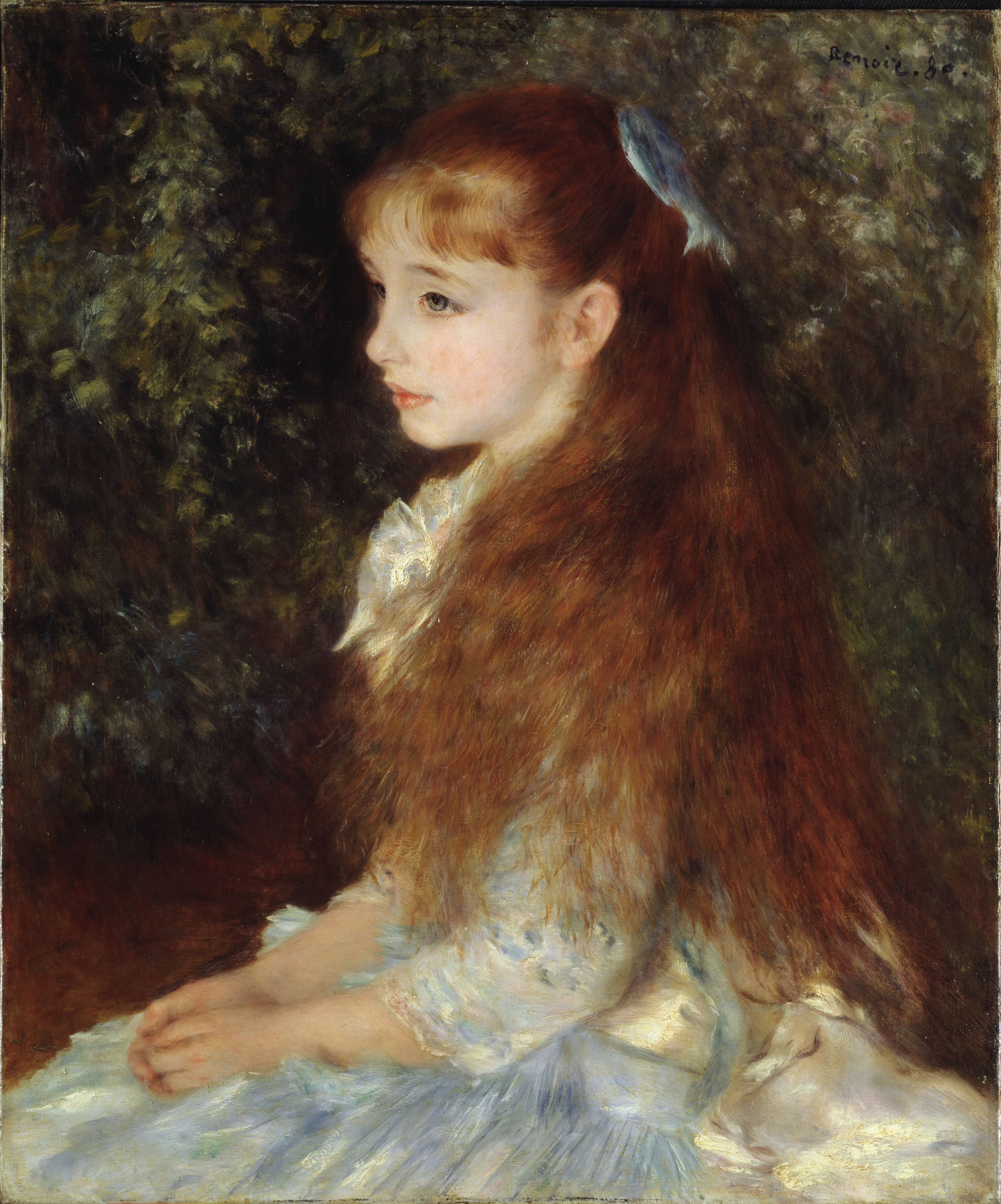
ایرن کائن دانور (ایرن کوچولو), ۱۸۸۰, بنیاد ای. جی. بورل، زوریخ

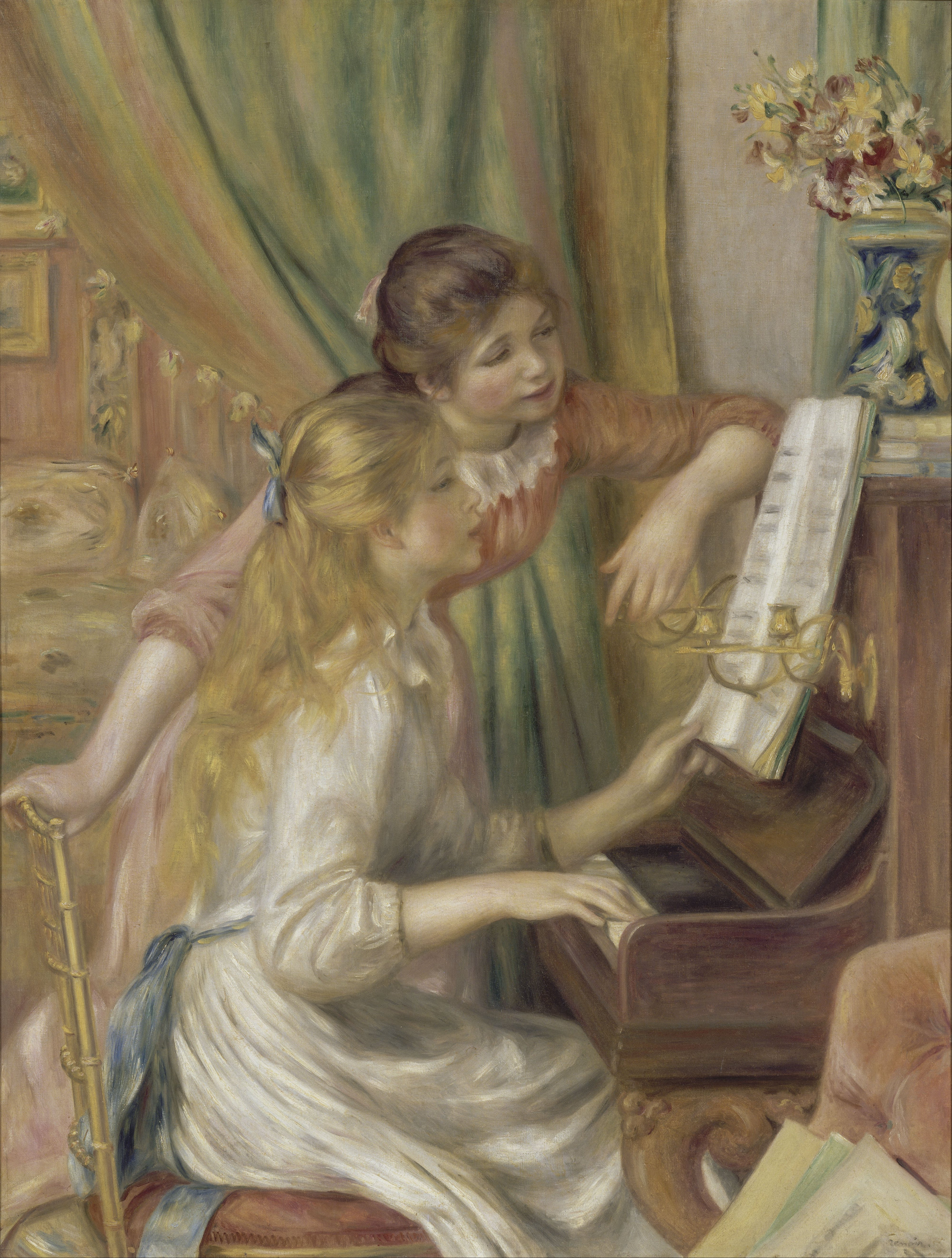
دختران در کنار پیانو, ۱۸۹۲, موزه اورسی، پاریس

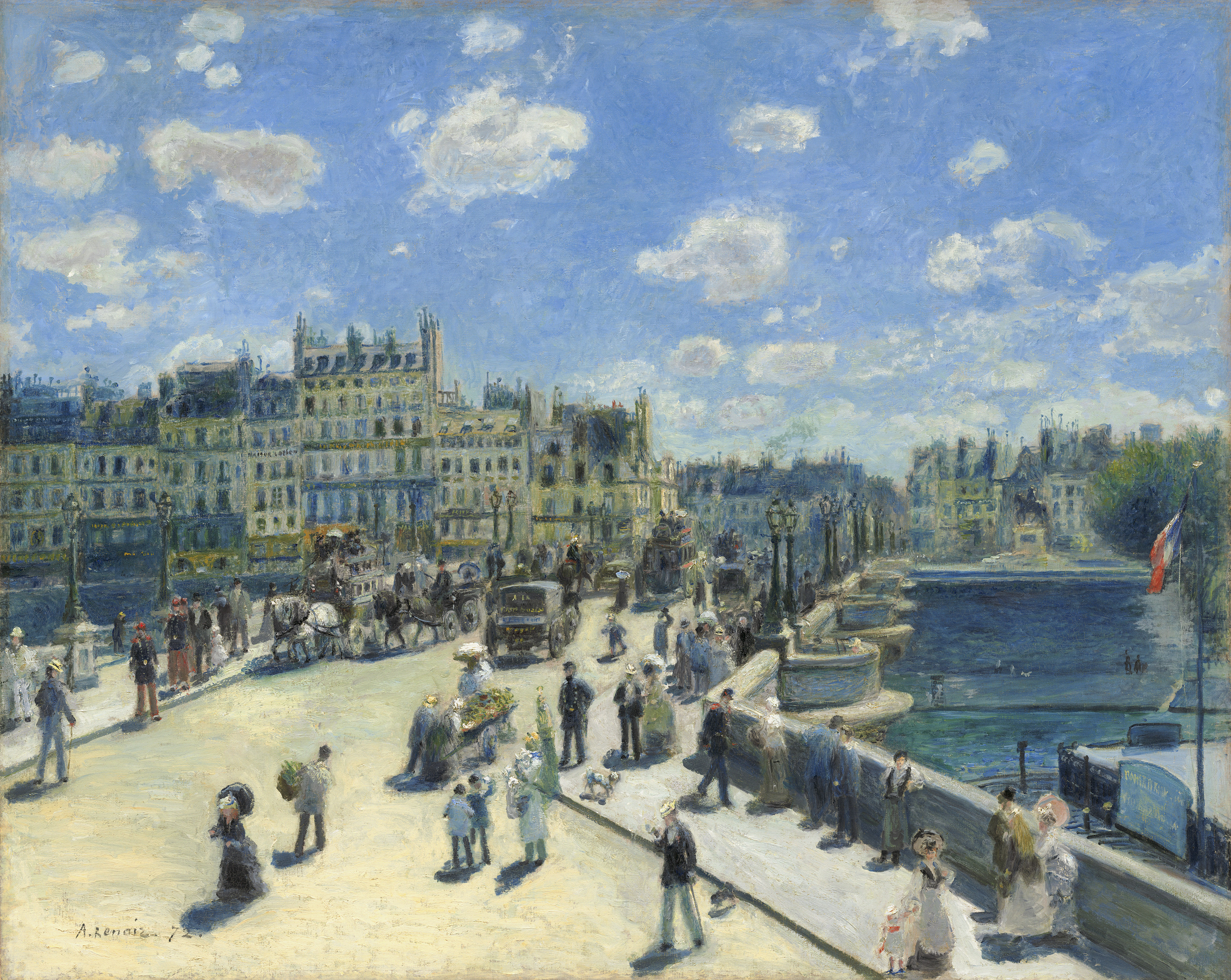
پون نوف, ۱۸۷۲

پیر اُگوست رنوآر ‏(به فرانسوی: Pierre Auguste Renoir)‏ (۲۵ فوریه ۱۸۴۱ – ۳ دسامبر ۱۹۱۹) نقاش فرانسوی است.

## زندگی
او در لیموژ فرانسه به دنیا آمد و از جوانی نقاشی را آغاز کرد. او بعدها به پاریس آمد و در آنجا نقاش‌خانه‌ای دایر کرد و به ترسیم صورت اشخاص اشتغال ورزید. حیات هنری او نخست تحت تأثیر هنر چینی بود. او سپس به سبک نقاشانی همچون آلفرد سیسلی و کلود مونه که از بنیانگذاران مکتب امپرسیونیسم در نقاشی بودند پیوست. این نقاشان هم مانند دیگر امپرسیونیست‌ها در خلق آثار خود مناظر و سوژه‌های طبیعی و فضای آزاد را با توجه بر نور و رنگ طبیعی انتخاب نمودند. آثار رنوار به آثار تابستانی معروف است و از شفافیت و نور و سایه‌روشن‌های روزهای تابستان برخوردار است. برخی از آثار اگوست رنوآر عبارت بودند از: ضیافت در شب، که از بهترین آثار امپرسیونیسم به‌شمار می‌رود، و همچنین آسیای گالِت، تاب، و لوژ. رنوآر بیش از خود اشیا به انعکاسات نور در اشیاء توجه داشت. او همچنین نخستین هنرمندی بود که رنگ مشکی را از آثار خود حذف کرد.
رنوآر ابتدا به عنوان هنرمند تجاری و سپس چندین سال به عنوان نگهبان موزهٔ لوور پاریس کار کرد. در سال ۱۸۶۲ برای تحصیل نزد شارل گلیر رفت و در استودیو شخصی او با بازیل، کلود مونه و سیسلی آشنا شد و به عضویت گروه آن‌ها درآمد. در سال ۱۸۷۰ اولین طرح خود را کشید و از آن پس اغلب با کلود مونه کار کرد.
وی در دومین، سومین و هفتمین دور نمایشگاه امپرسیونیسم همراه کلود مونه و دیگر پیشگامان این مکتب نقاشی شرکت کرد و در طی سال‌های ۱۸۷۸ تا ۱۸۸۳ نمایشگاه‌هایی را به صورت انفرادی برپا کرد. در سال ۱۸۷۵، مشکلات مالی هنرمندان سبک امپرسیونیسم آن‌ها را وادار به حراج آثار خود کرد. در سال ۱۸۹۰ برای آخرین بار در یک نمایشگاه گروهی همراه دیگر امپرسیونیستها شرکت کرد و مدال لژیون را نصیب خود کرد. رنوآر با وجود ناراحتی‌های جسمانی که داشت تا آخر عمر به نقاشی کشیدن ادامه داد.
این نقاش بزرگ فرانسوی پس از ۷۸ سال زندگی که ۹ سال آخر آن به گوشه نشینی بر اثر بیماری رماتیسم سپری شد، در ۱۷ دسامبر ۱۹۱۹ در فرانسه درگذشت.

## نگارخانه

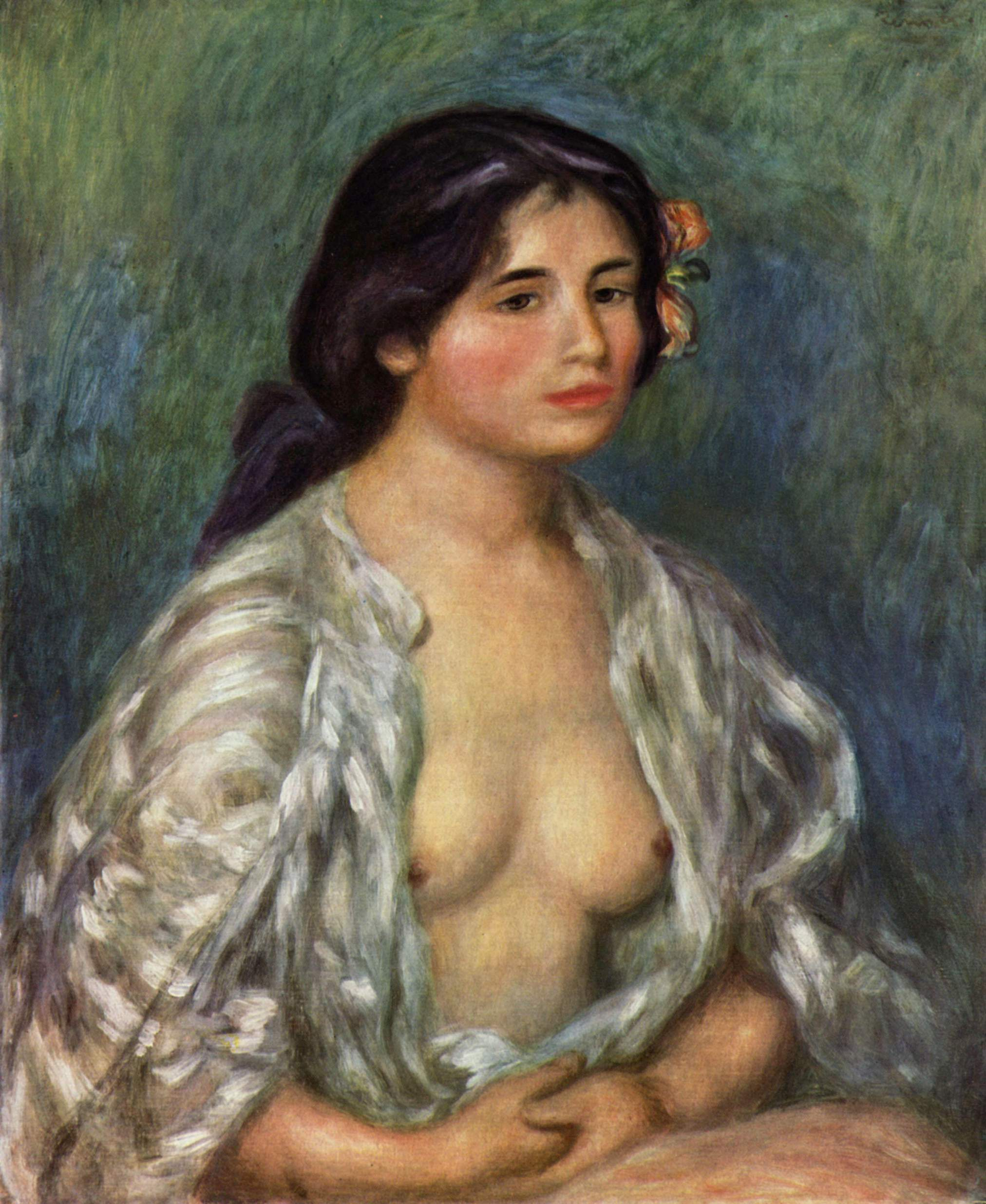
گابریل با پیراهن باز (۱۹۰۷) میلادی موزه هنرهای معاصر تهران
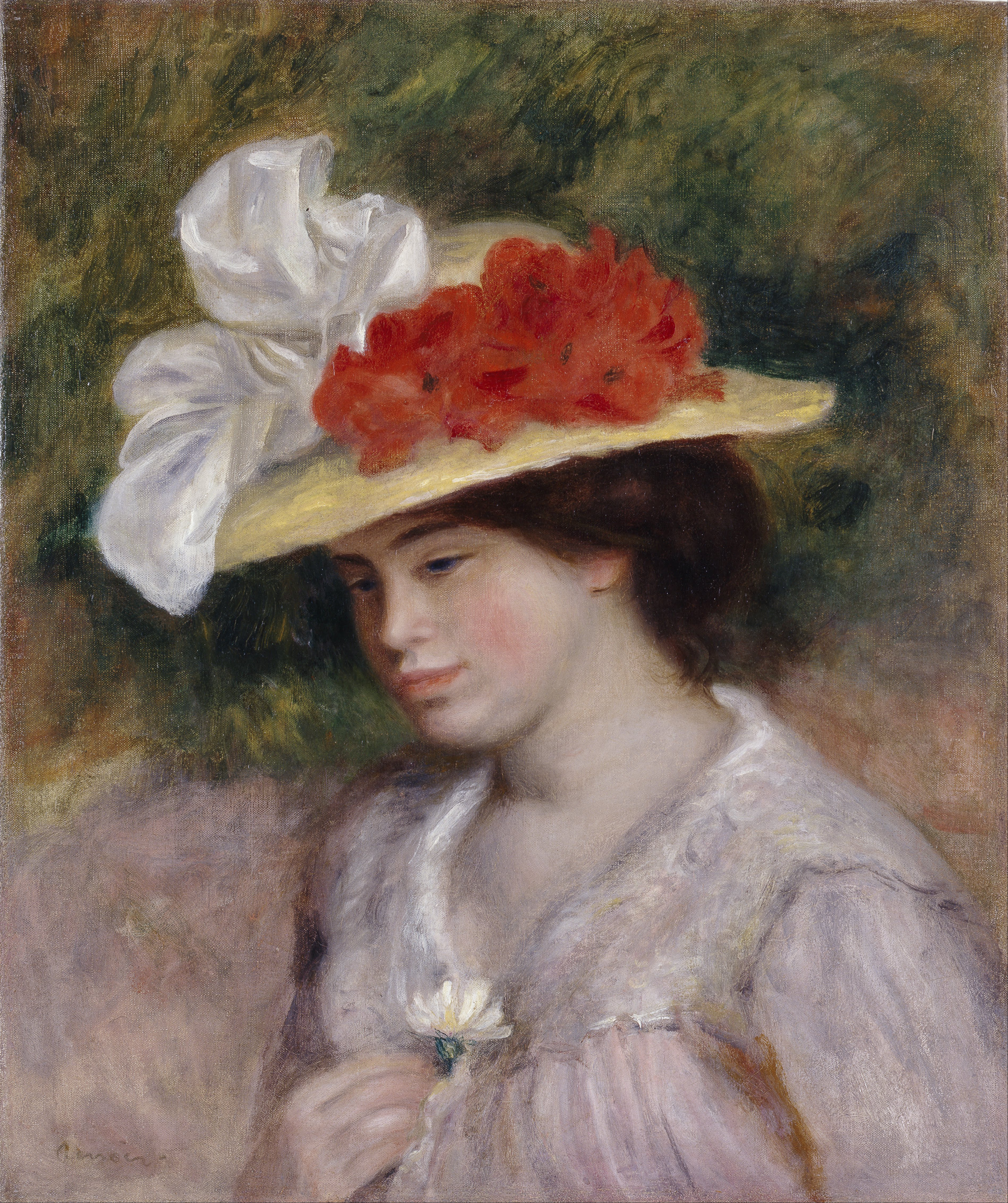
زنی با کلاه گل‌دار ۱۸۸۹ م. موزه اسرائیل
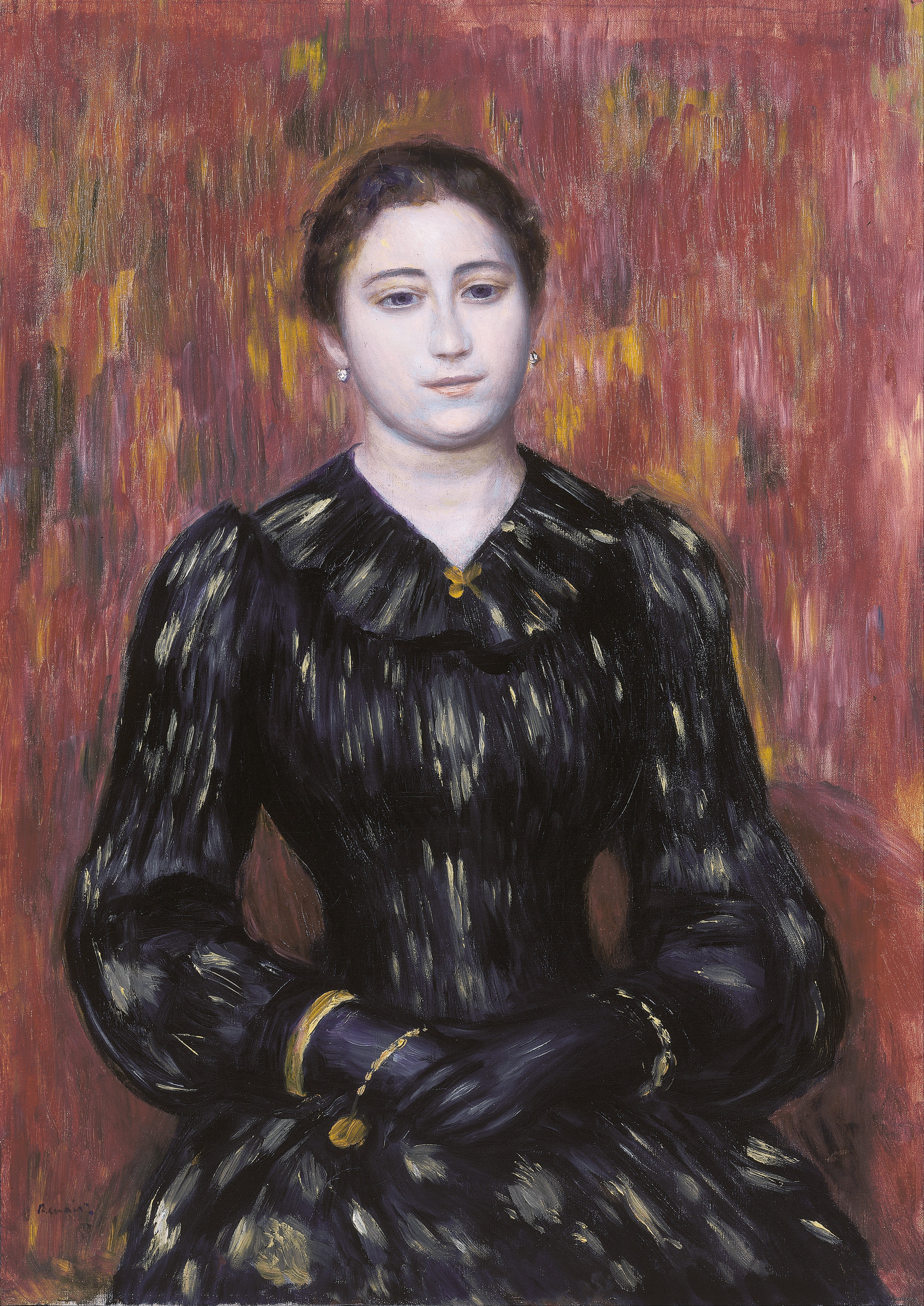
پُرترهٔ خانم پولین بین ۱۸۸۵ و ۱۸۹۰ م. موزه اسرائیل
رقص در مولن دلا گالت (۱۸۷۶) میلادی موزه اورسی (پاریس)
دختری با یک آب‌پاش (۱۸۷۹) میلادی نگارخانه ملی هنر آمریکا
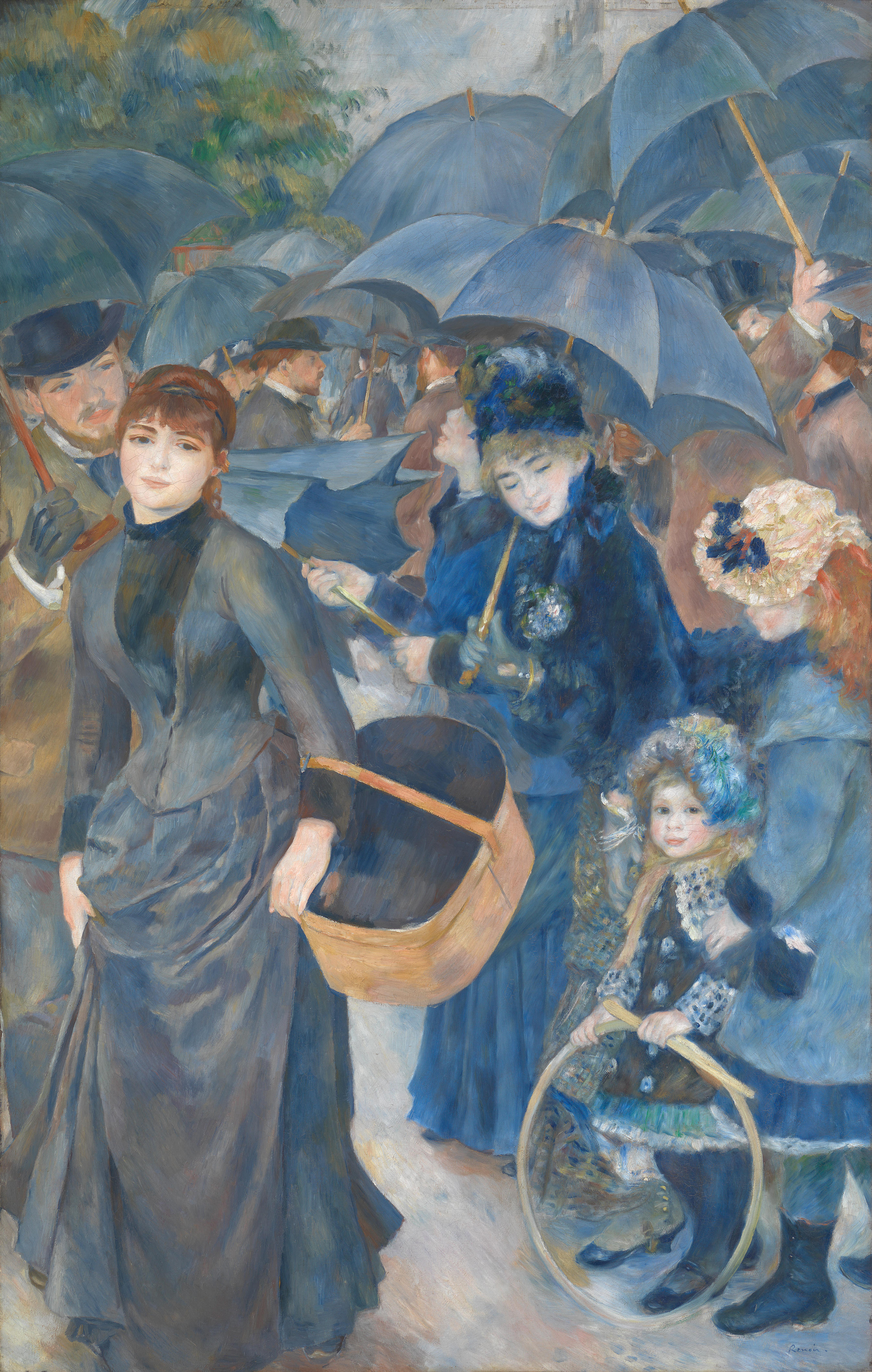
چترها (۱۸۸۳) میلادی نگارخانه ملی لندن
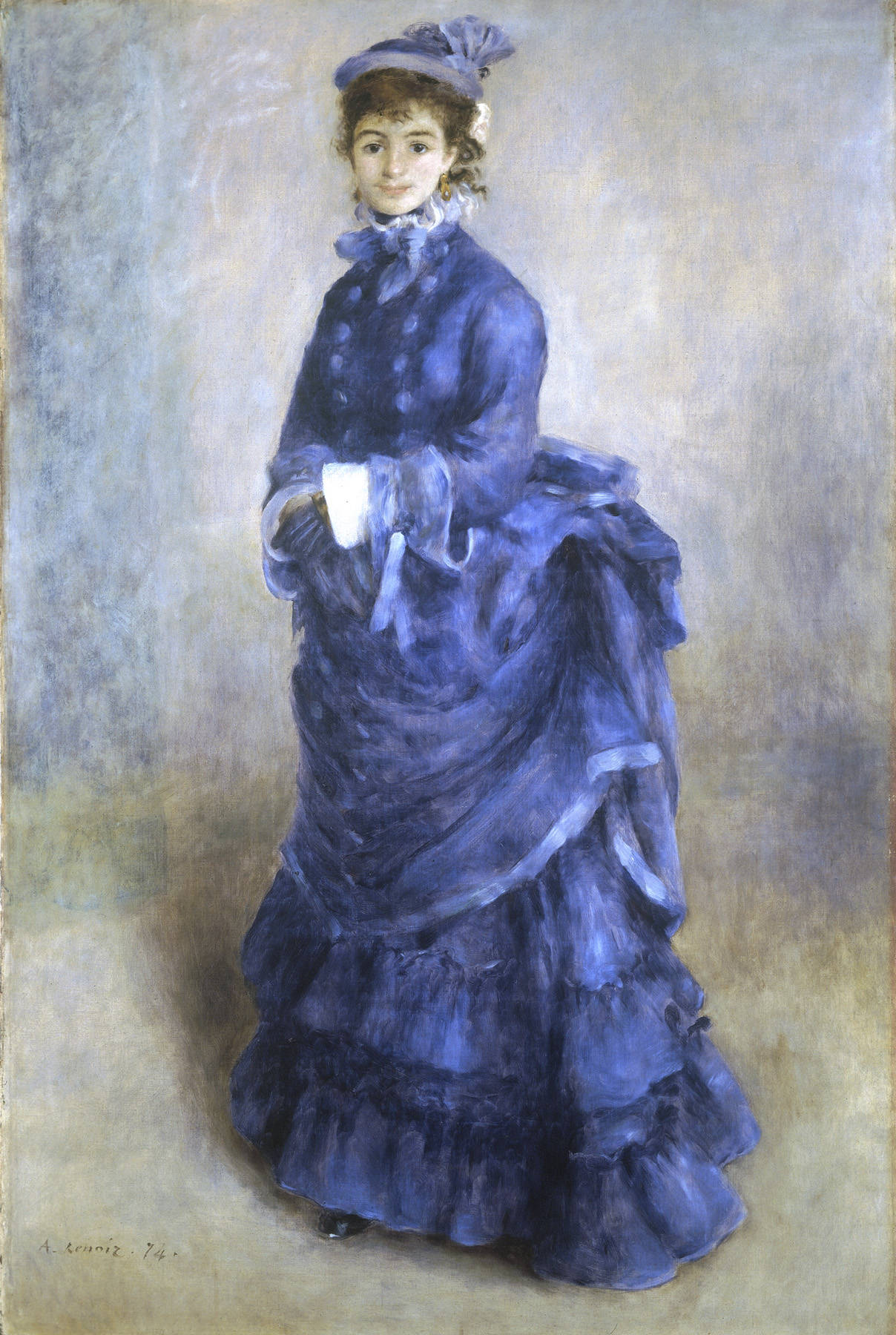
دختر پاریسی (۱۸۷۴) میلادی موزه ملی ولز
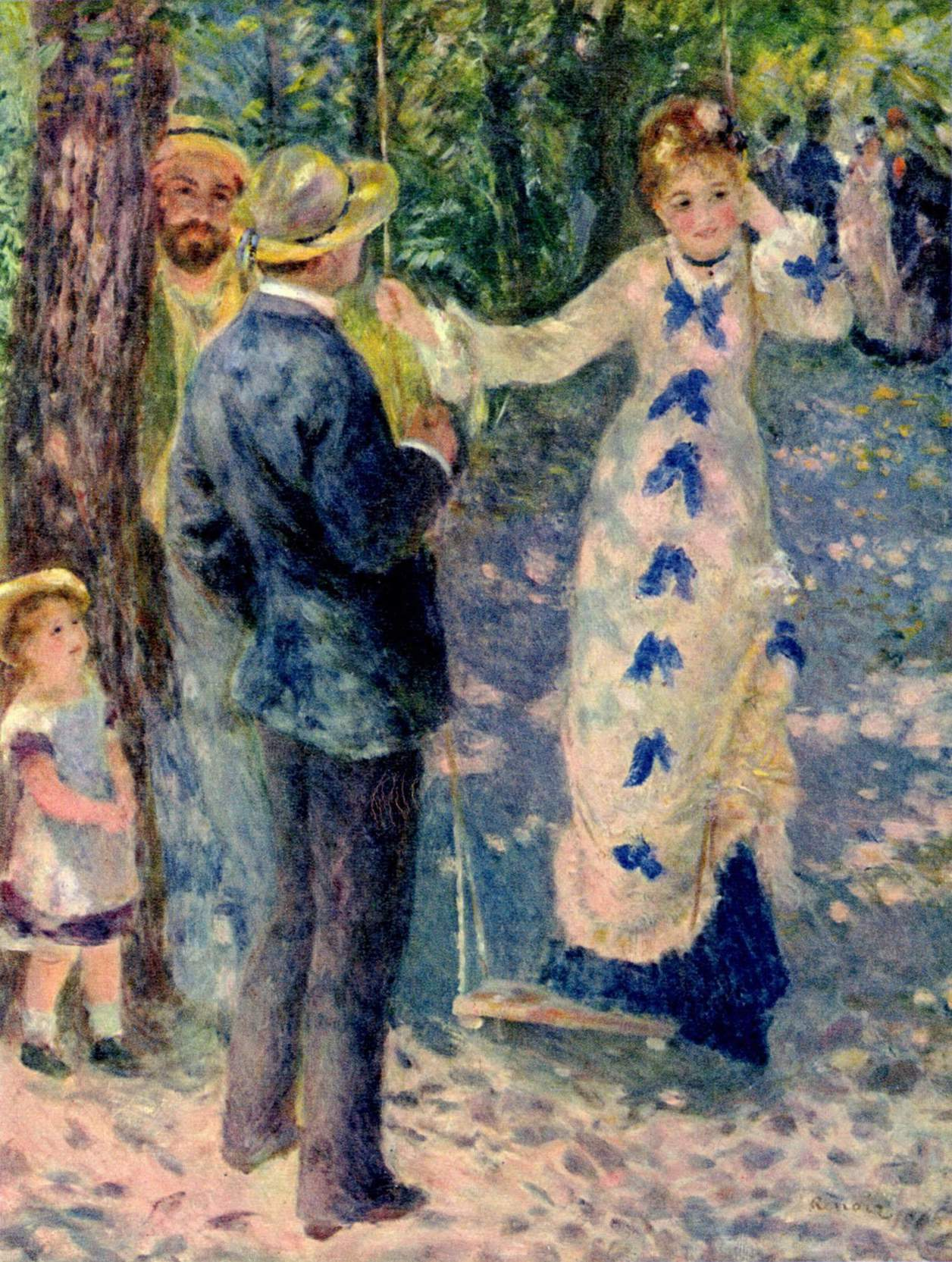
تاب (۱۸۷۶) میلادی موزه اورسی (پاریس)
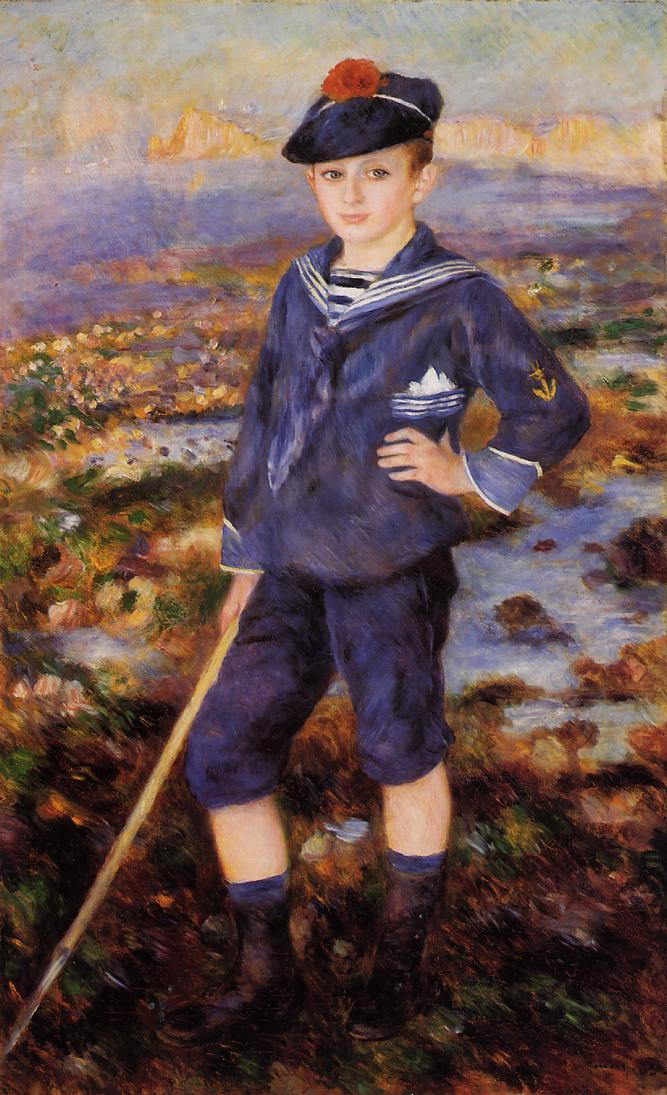
پسربچه در ساحل یپورت (۱۸۸۳) میلادی بنیاد بارنز (فیلادلفیا)
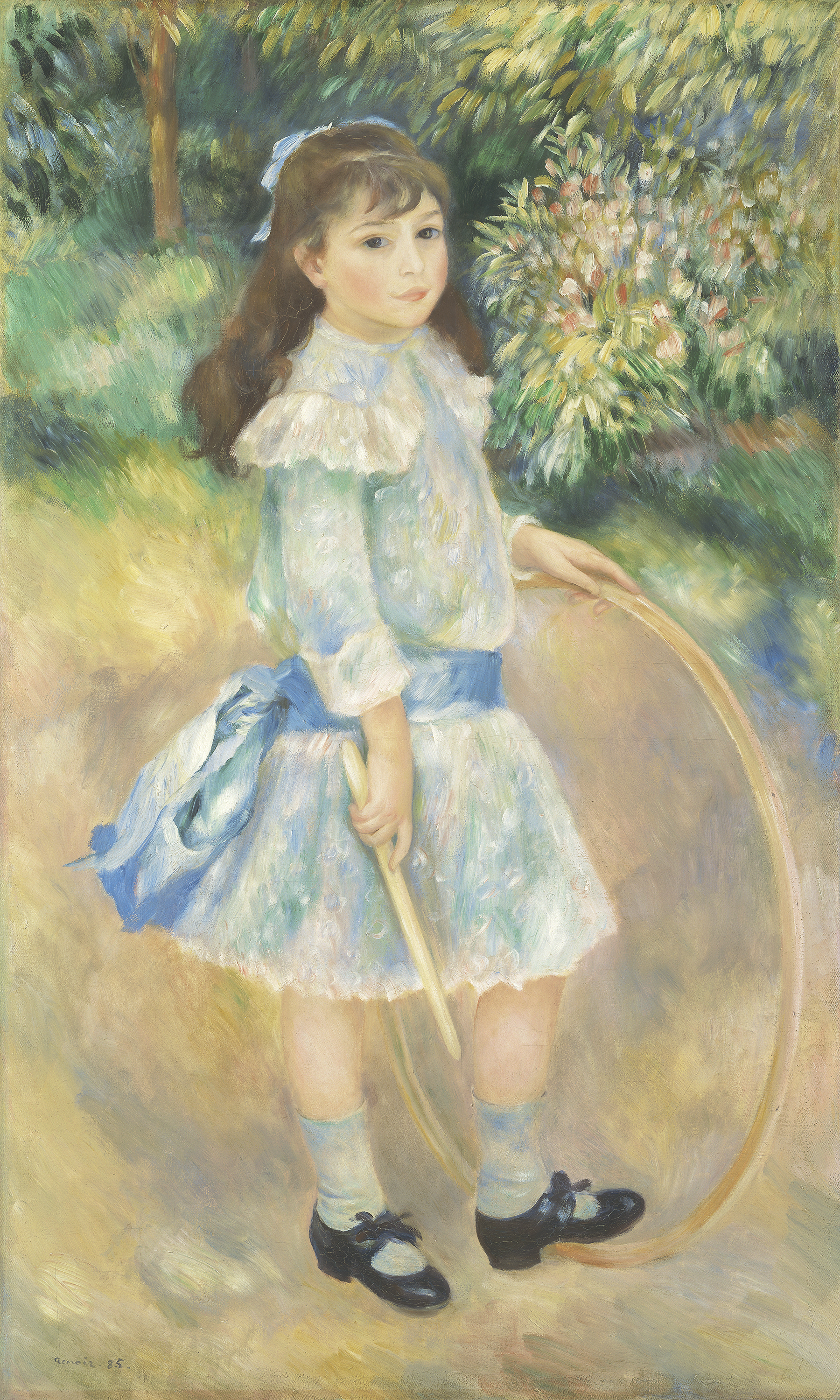
دختری با یک هوپ (۱۸۸۵) میلادی نگارخانه ملی هنر آمریکا (واشینگتن، دی.سی.)
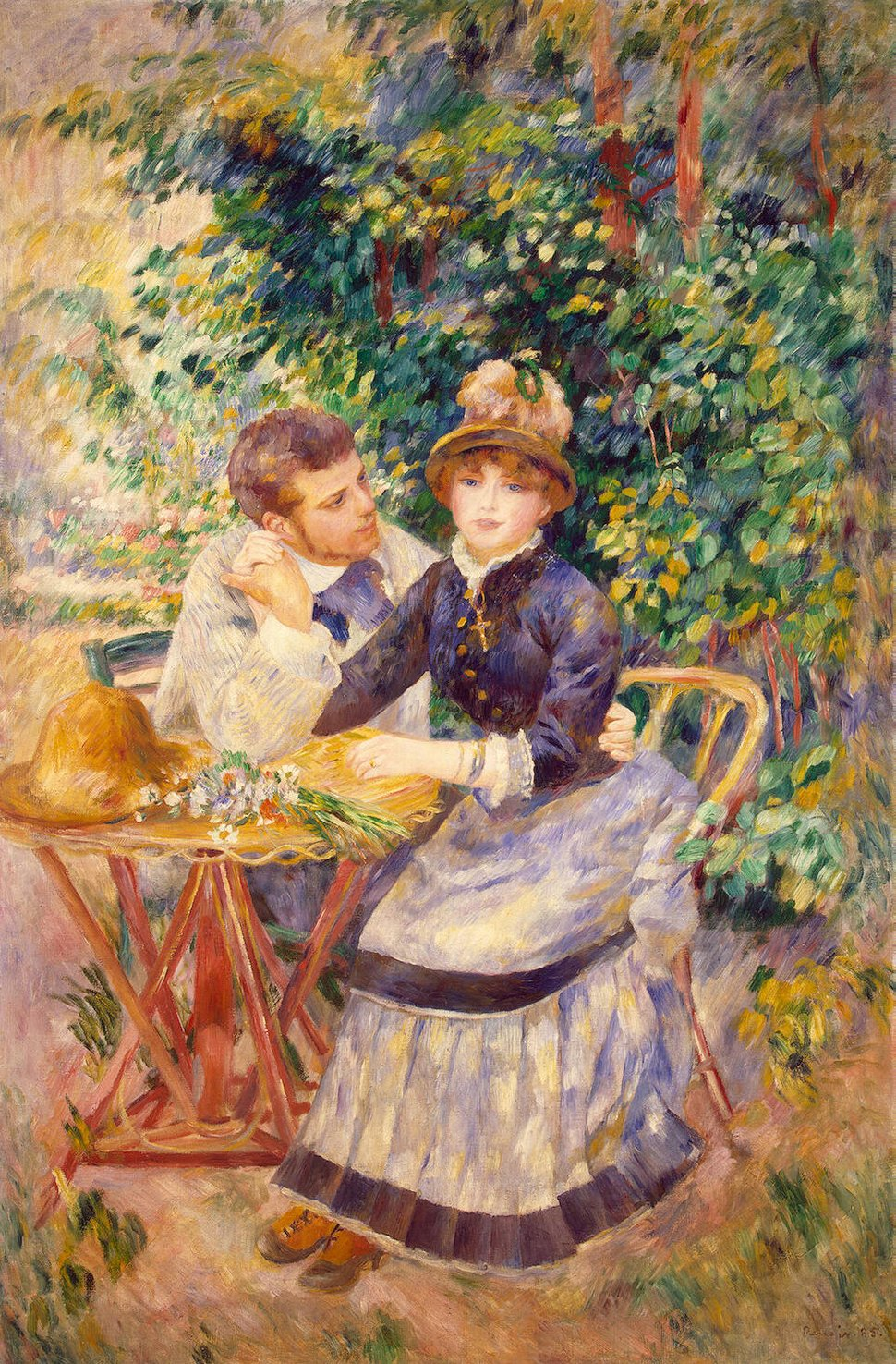
در باغ (۱۸۸۵) میلادی موزه آرمیتاژ (سن پترزبورگ)
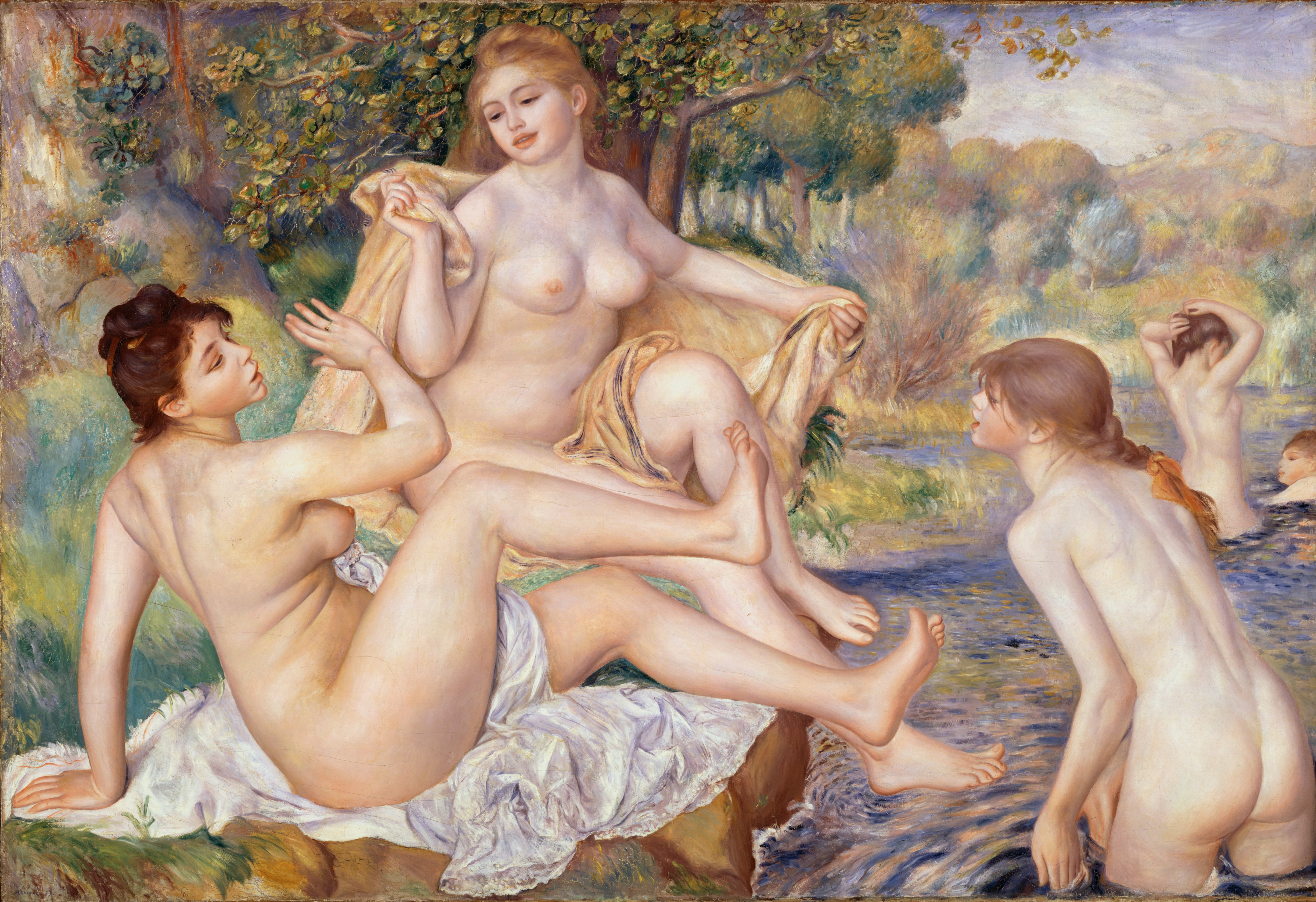
تن‌شویان بزرگ از ۱۸۸۴ تا ۸۷ میلادی موزه هنر فیلادلفیا
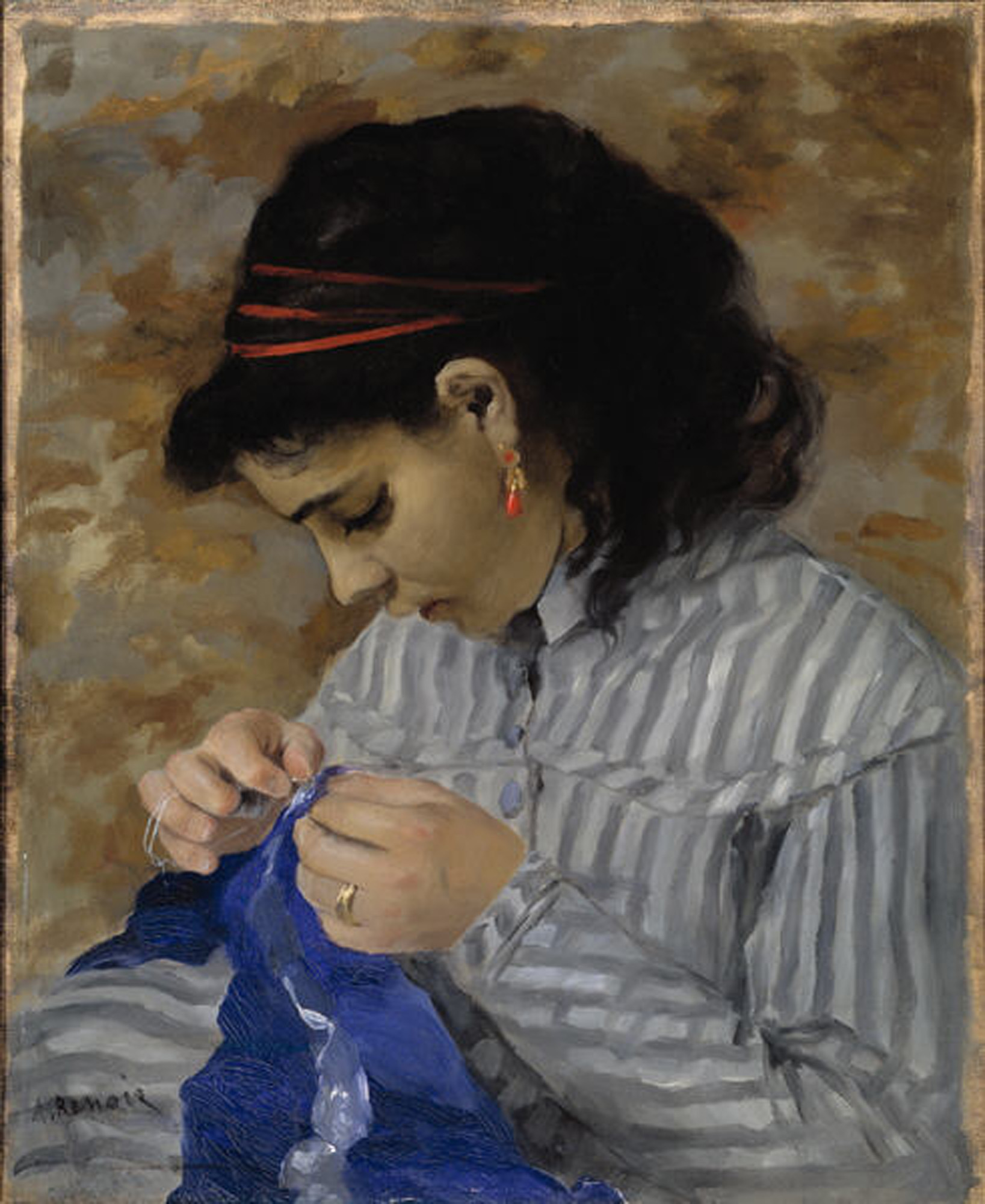
خیاطی لیز، ۱۸۶۶، موزه هنر دالاس
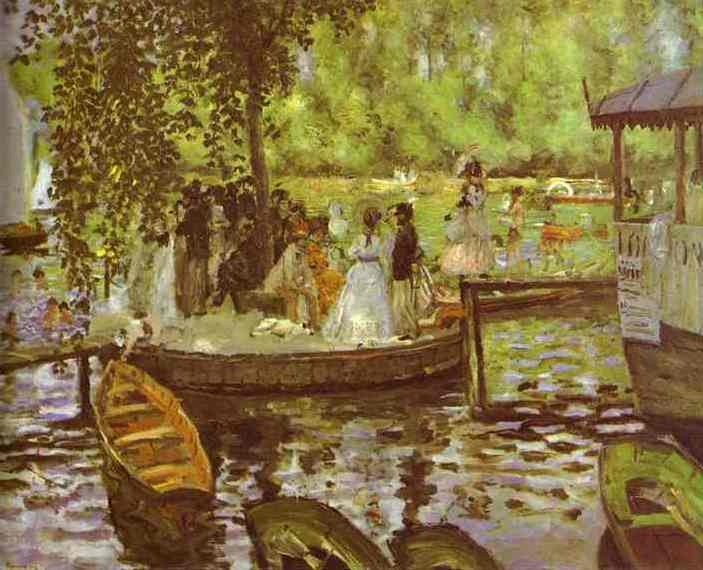
لا گرانوییر، ۱۸۶۸، موزه ملی سوئد، استکهلم
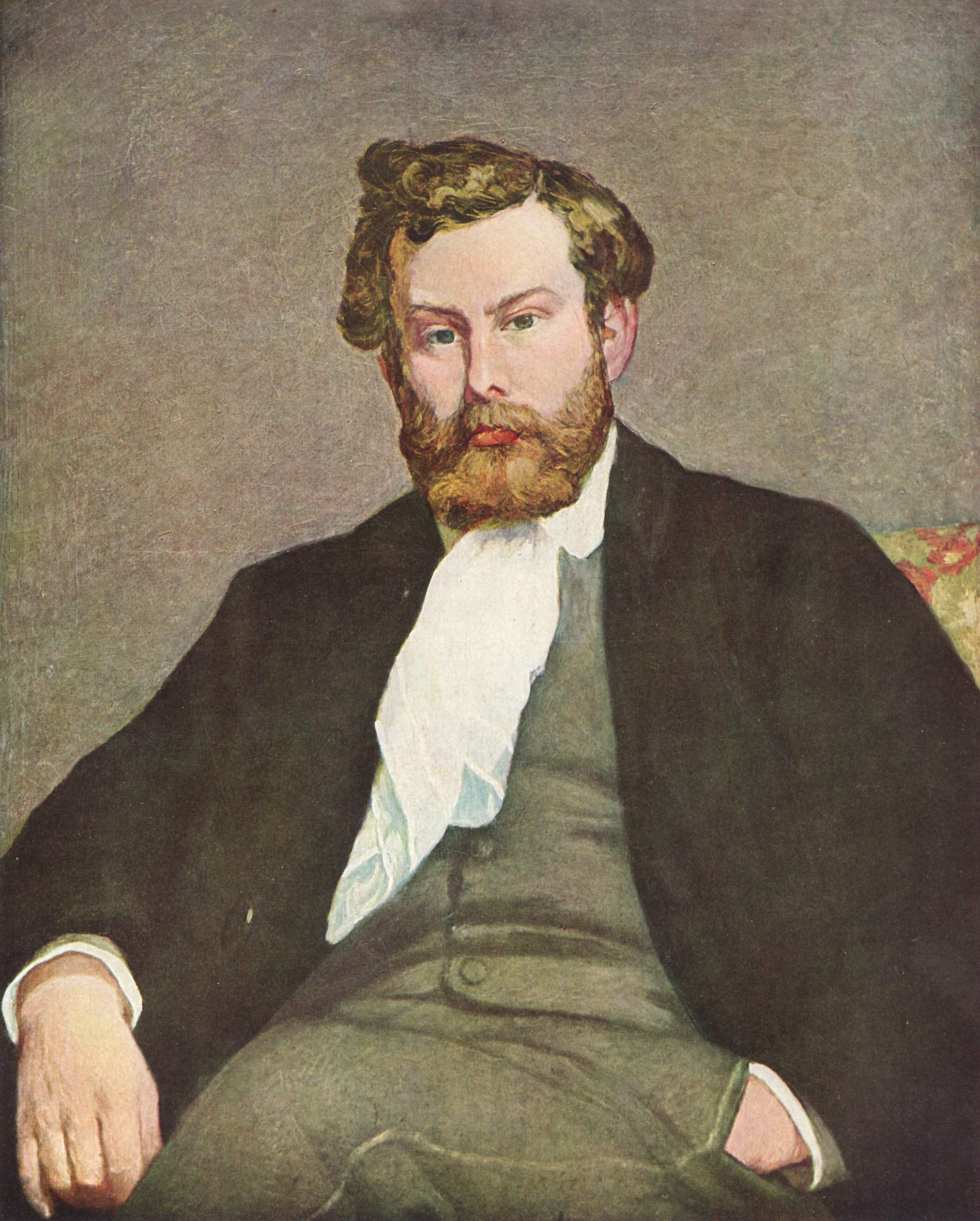
پرتره آلفرد سیسلی، ۱۸۶۸
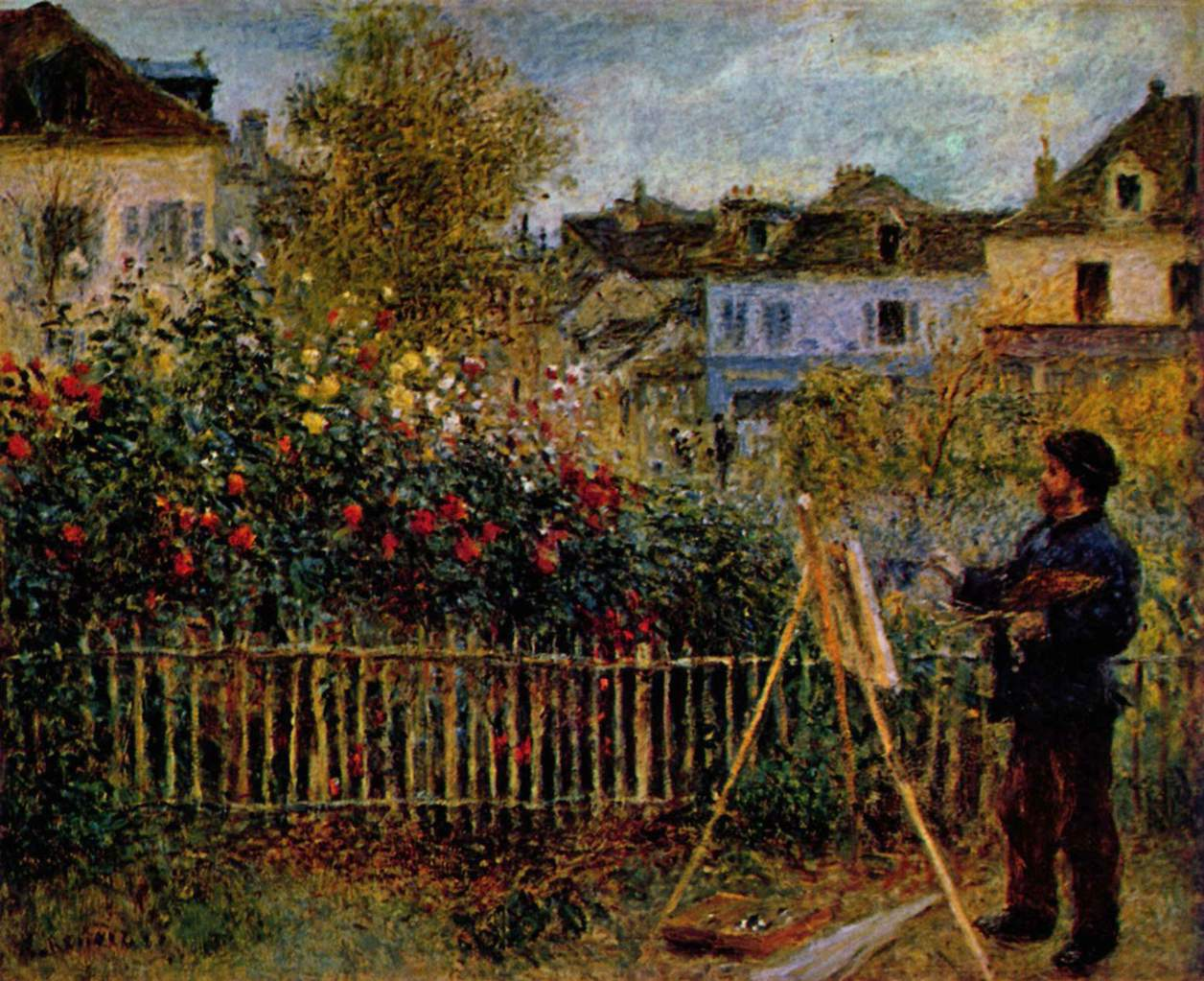
کلود مونه در حال نقاشی کردن در ارژانتوی، ۱۸۷۳، وادورث اتنیم، هارتفورد، کنتیکت
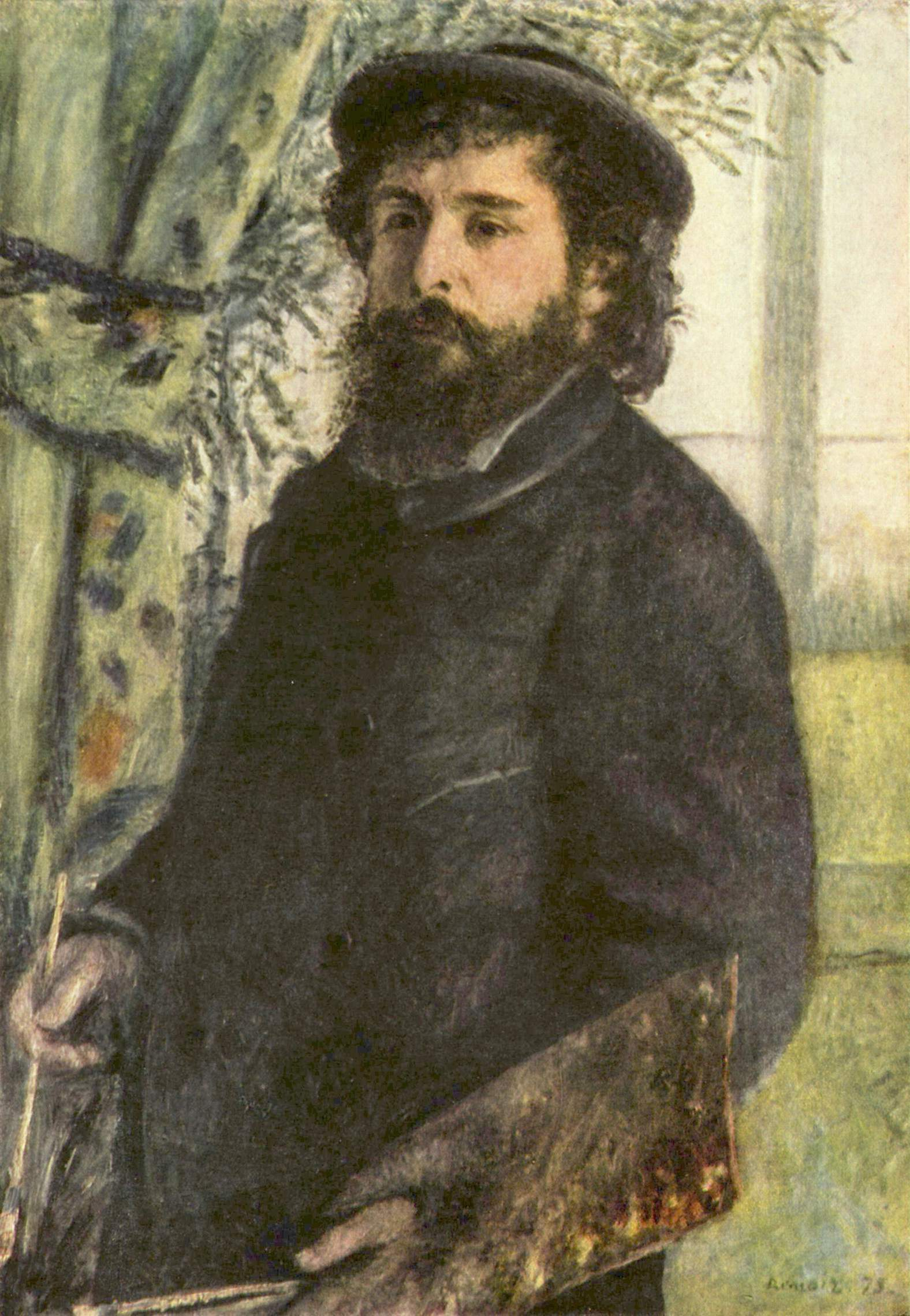
پرتره کلود مونه، ۱۸۷۵، موزه اورسی، پاریس، فرانسه
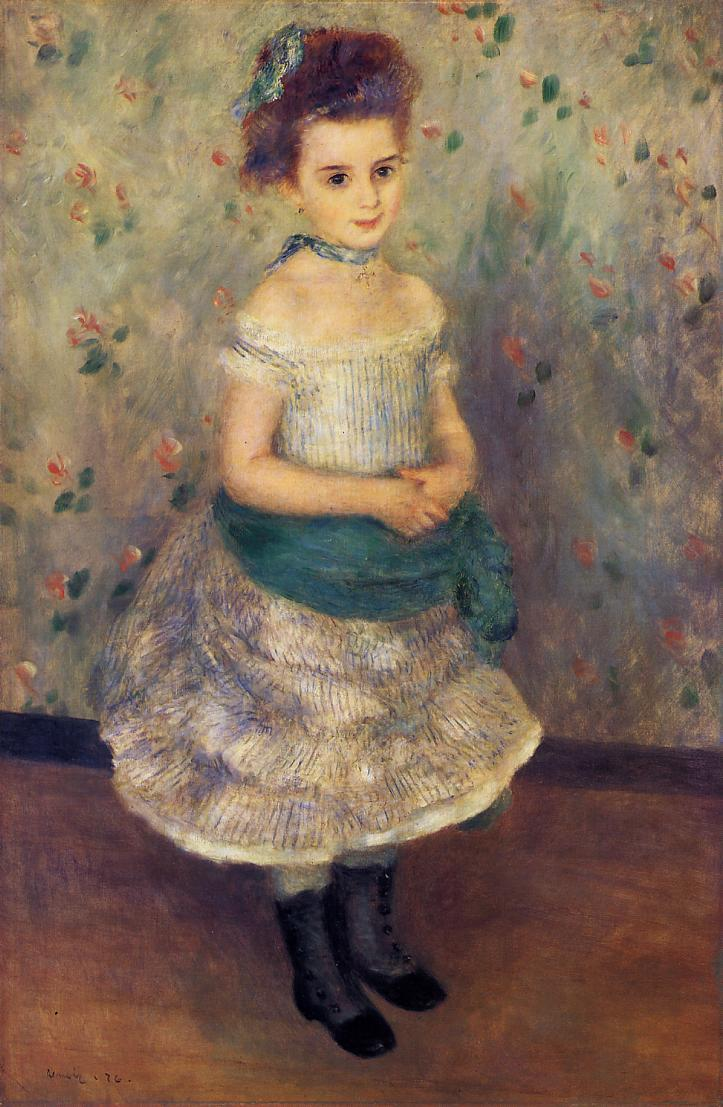
پرتره ژن دوران-روئل،  ۱۸۷۶، بنیاد بارنز مریون استیشن، پنسیلوانیا، فیلادلفیا
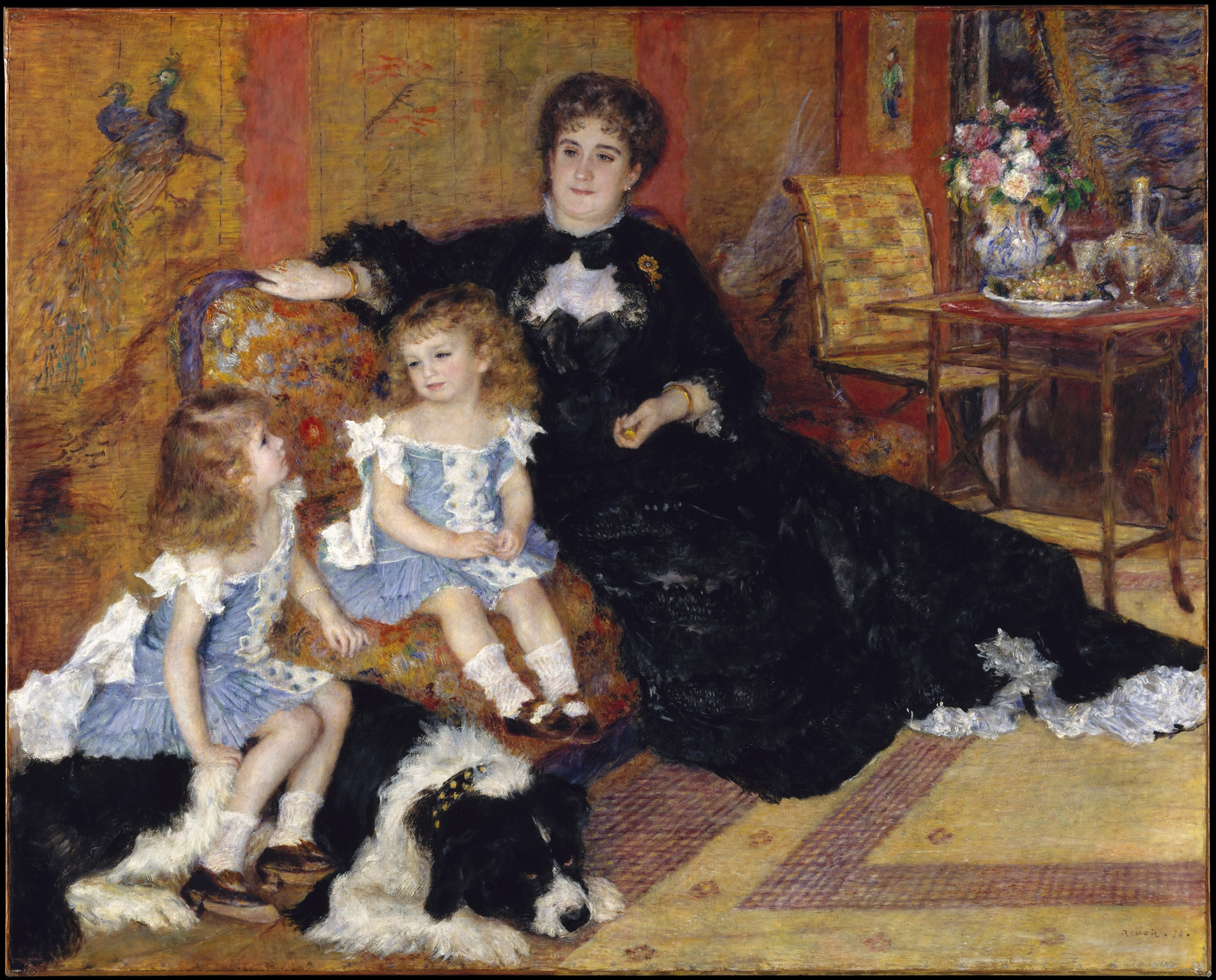
مادام شارپنتیه و فرزندانش، ۱۸۷۸، موزه متروپولیتن نیویورک، نیویورک
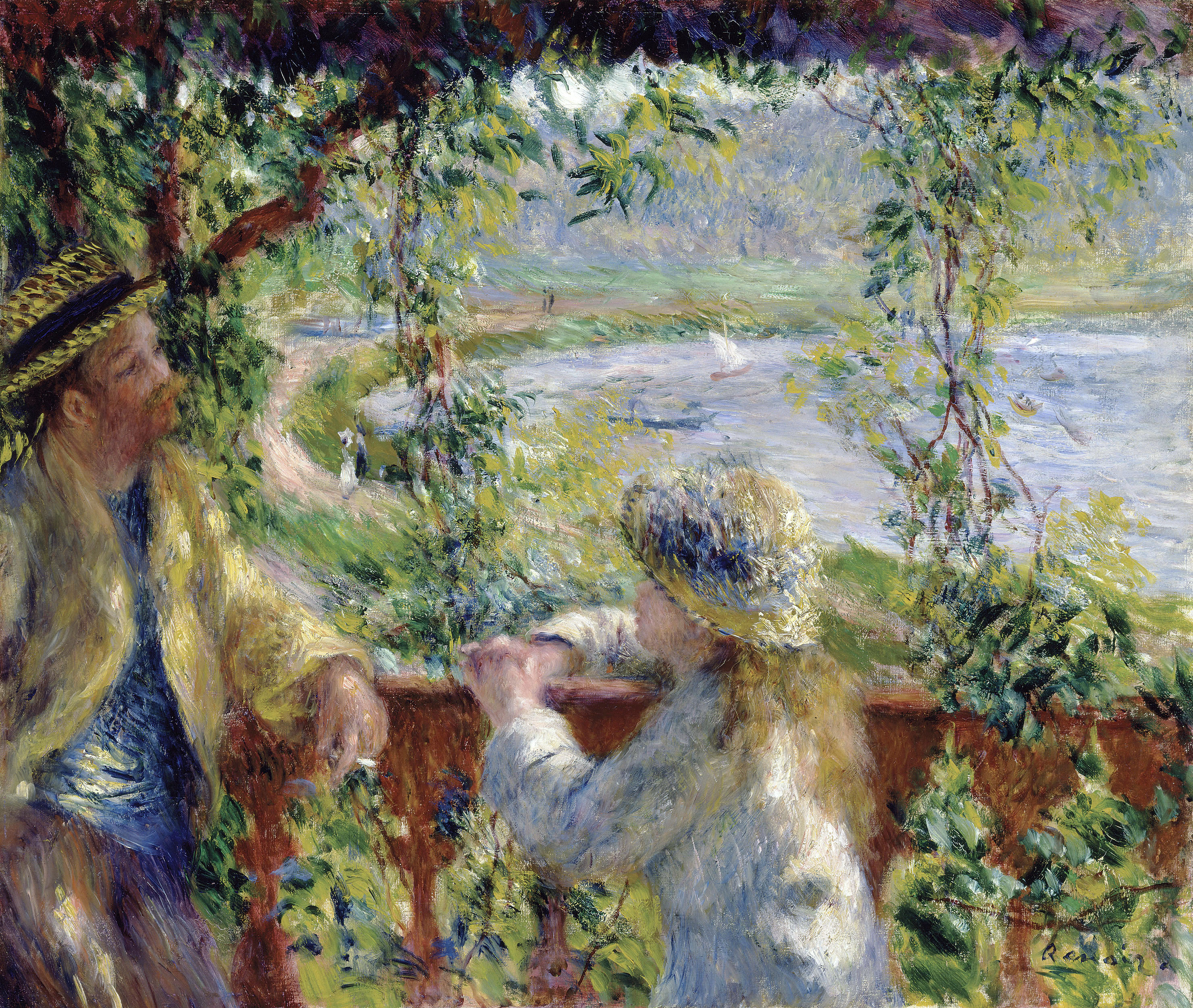
کنار آب، ۱۸۸۰، مؤسسه هنر شیکاگو، شیکاگو، ایالت ایلینویز
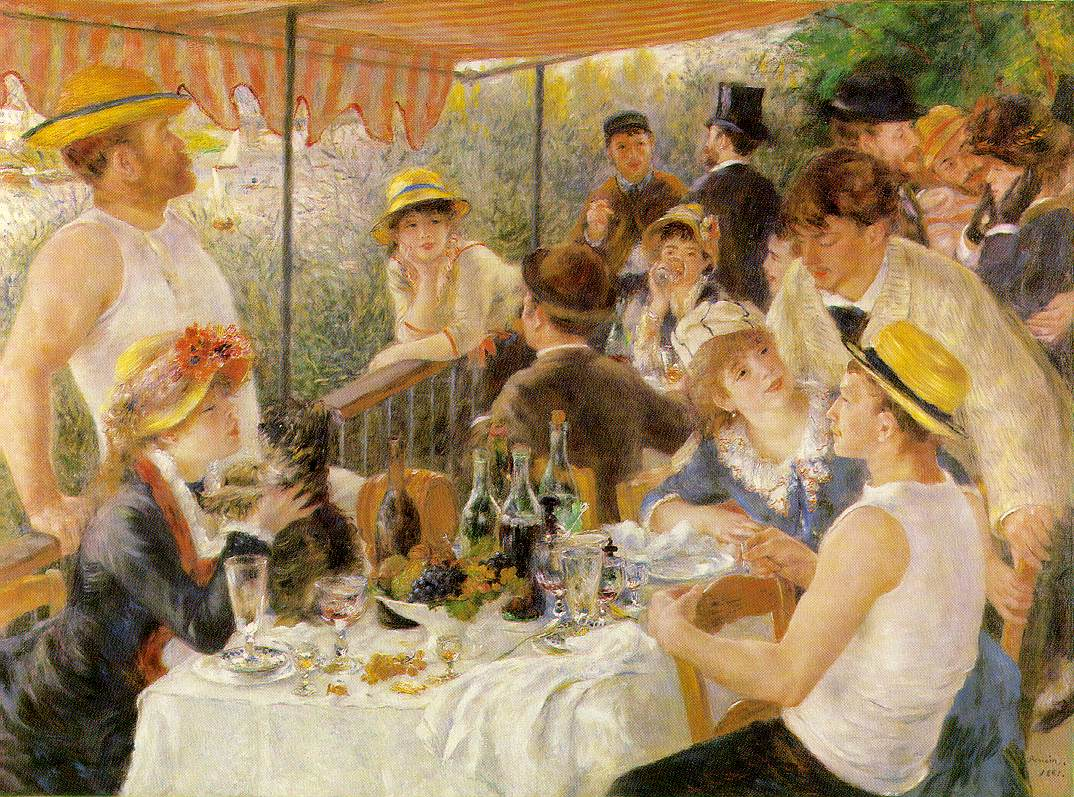
ناهار قایقرانان، ۱۸۸۰–۱۸۸۱، مجموعه فیلیپس، واشینگتن دی.سی.
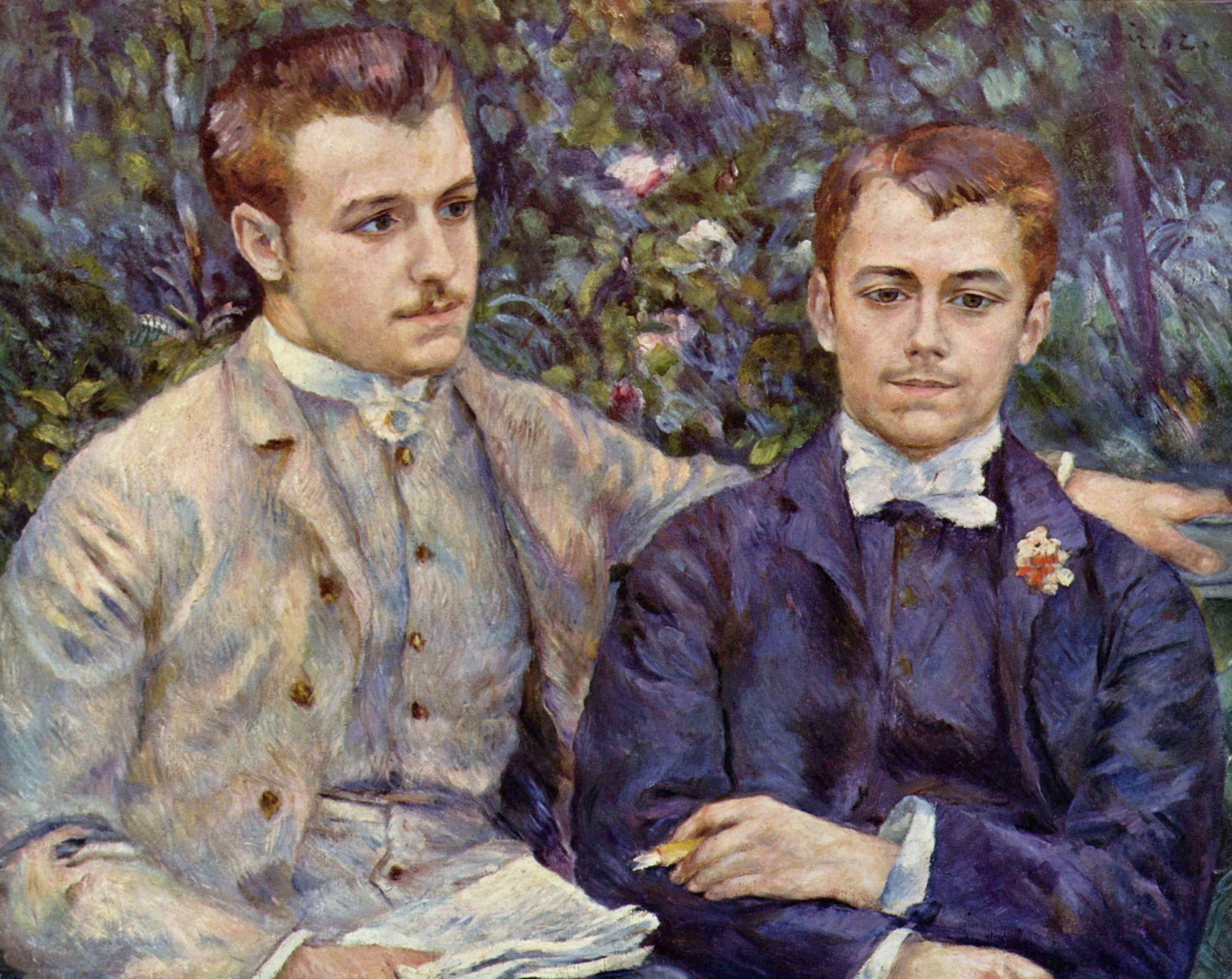
پرتره شارل و ژرژ دوران-روئل ، ۱۸۸۲
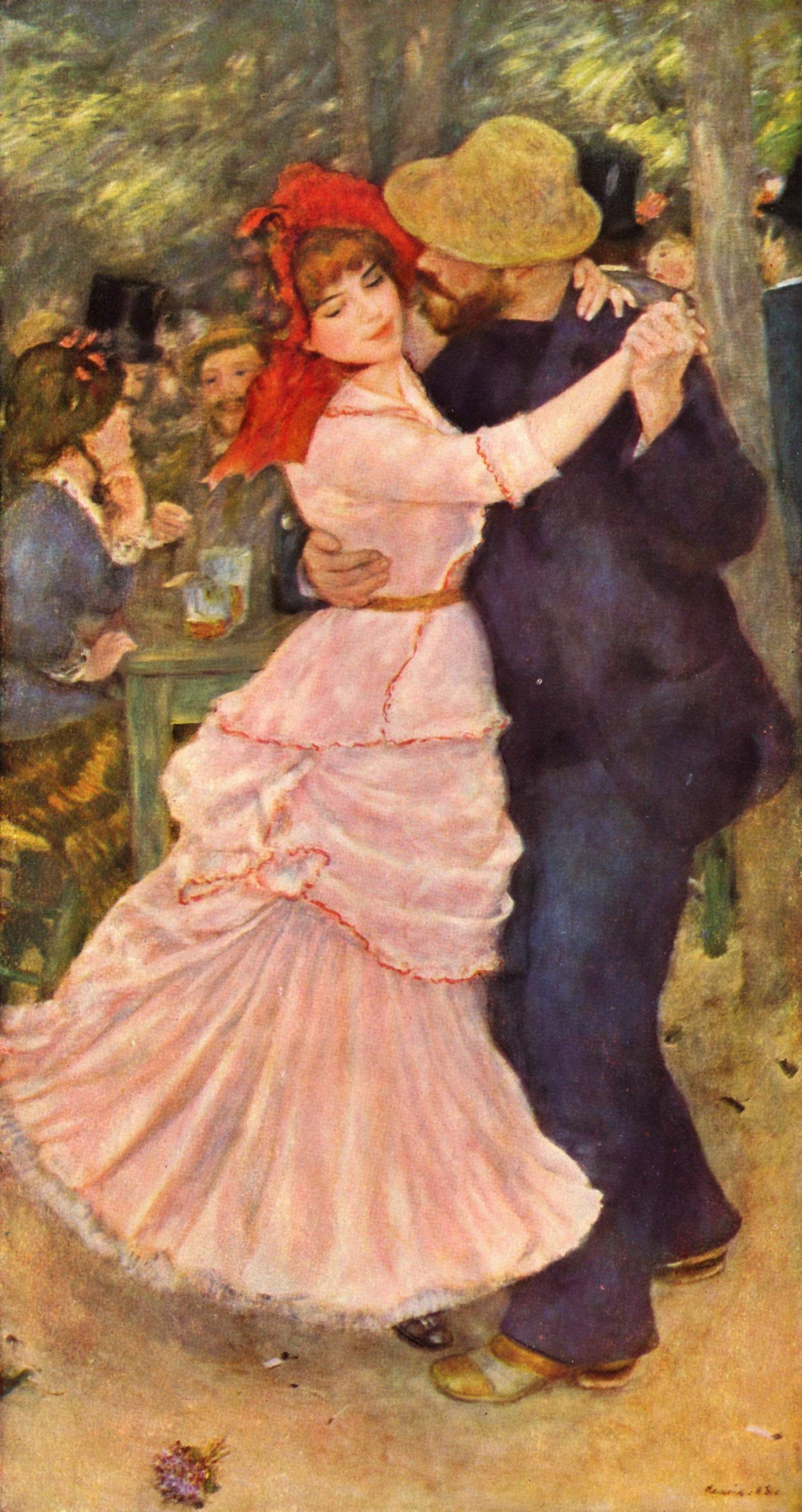
رقص در بوژیوال, ۱۸۸۲–۱۸۸۳, (زن در سمت چپ، هنرمند نقاش سوزان والادون است), موزه هنرهای زیبا (بوستون)
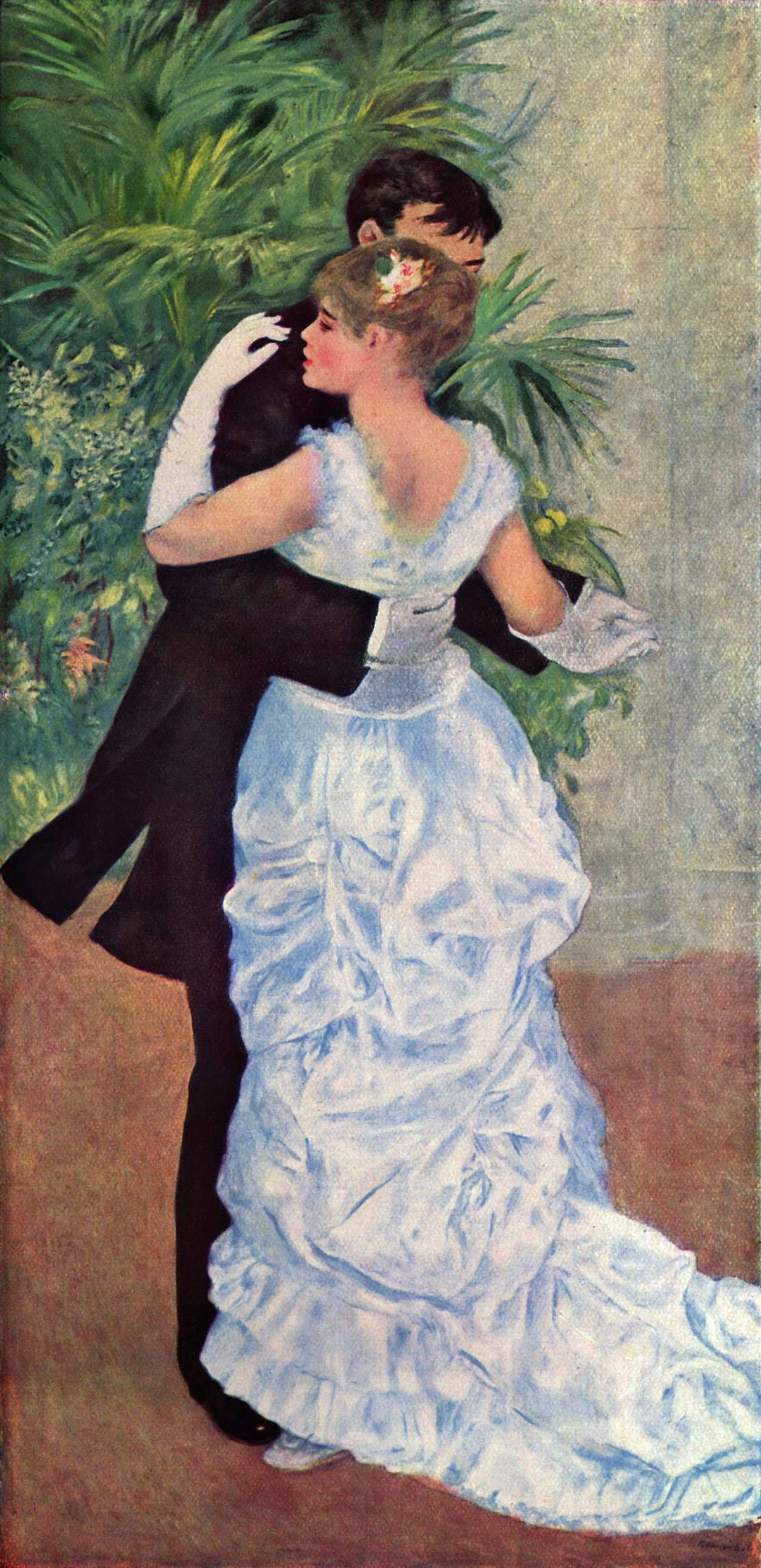
رقص در شهر، ۱۸۸۲–۱۸۸۳, موزه اورسی، پاریس، فرانسه
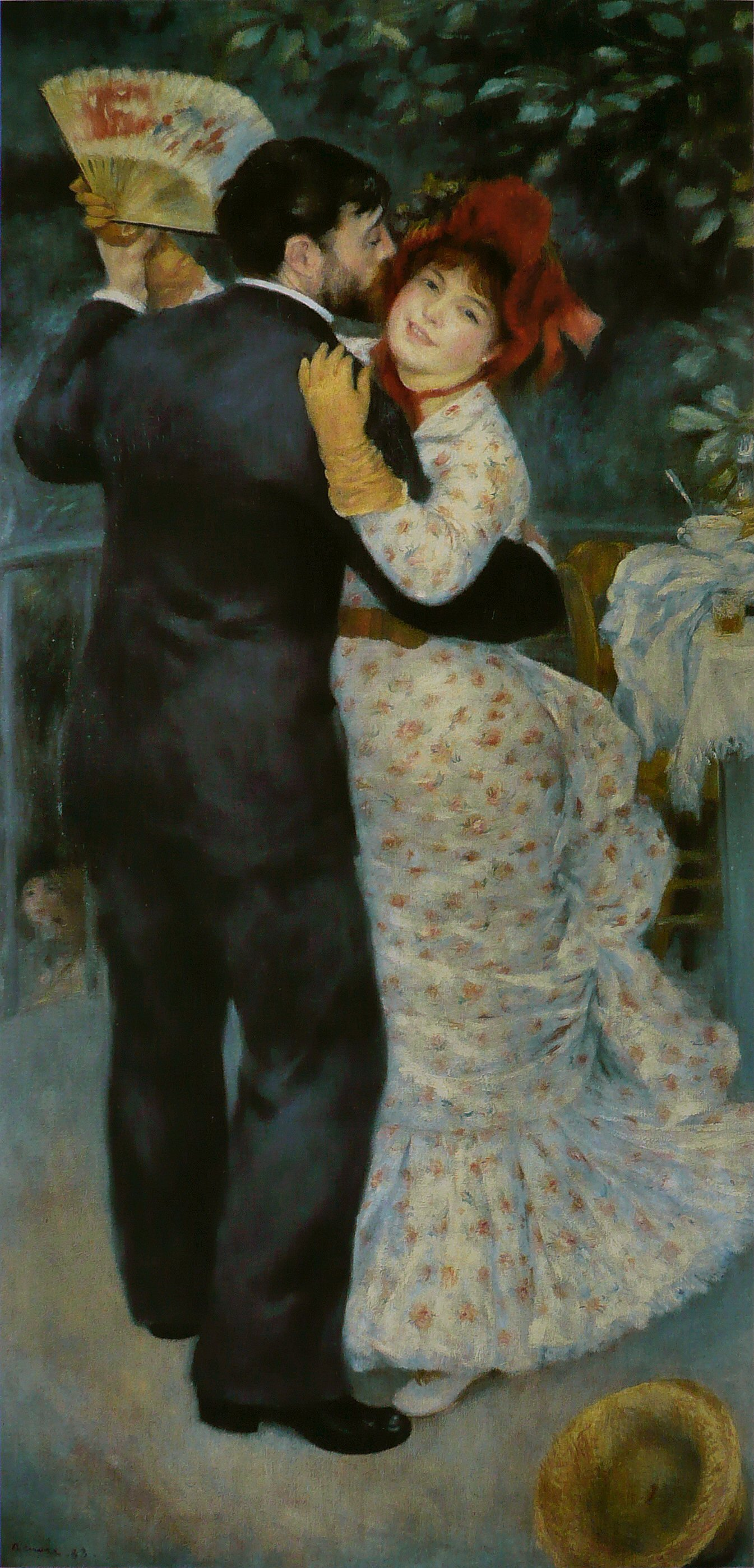
رقص در حومه شهر (الین شاریگو و پل لوت), ۱۸۸۳, موزه اورسی، پاریس
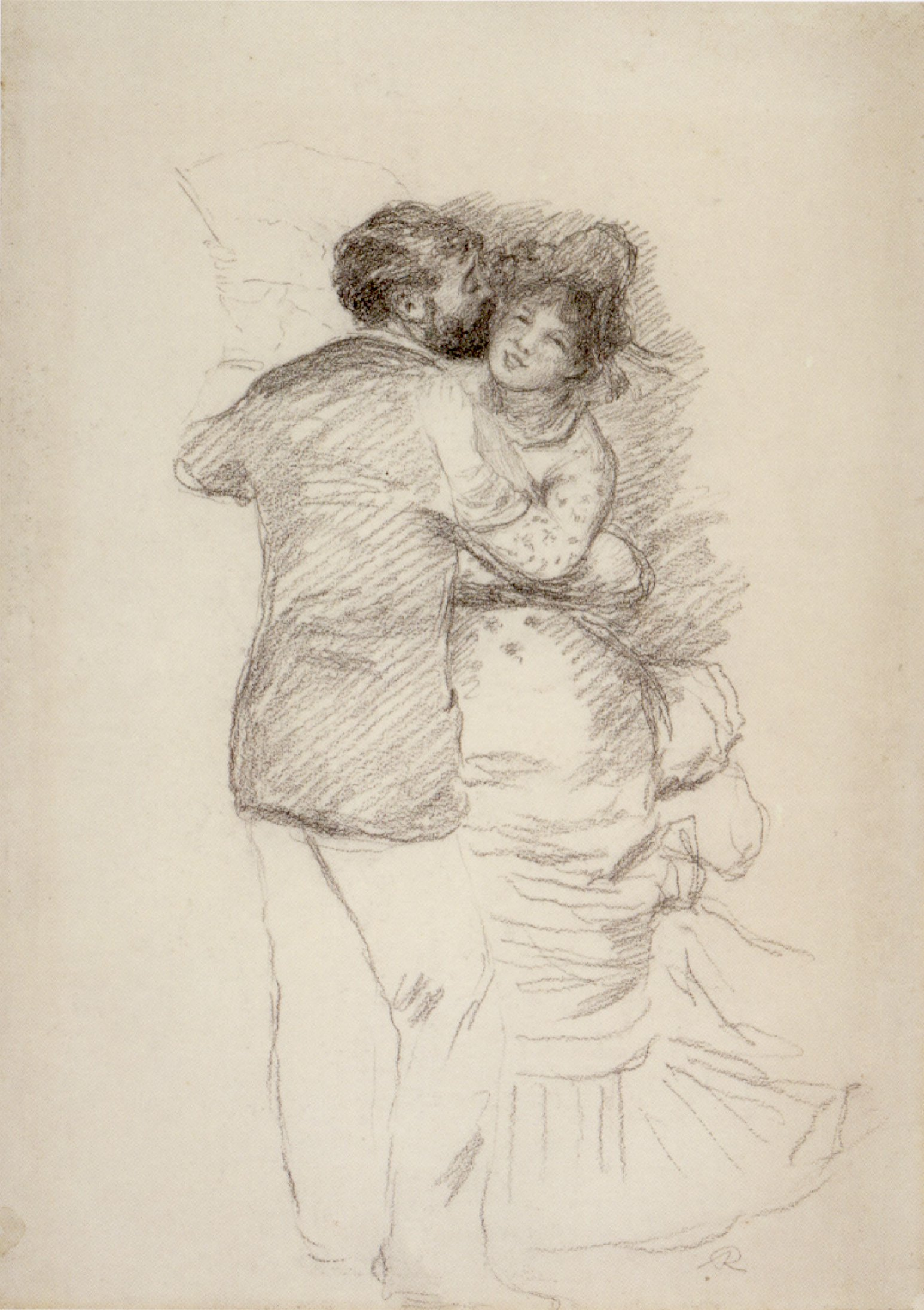
اتود با مداد برای «رقص در حومه شهر»، ۱۸۸۳، موزه هنر هونولولو
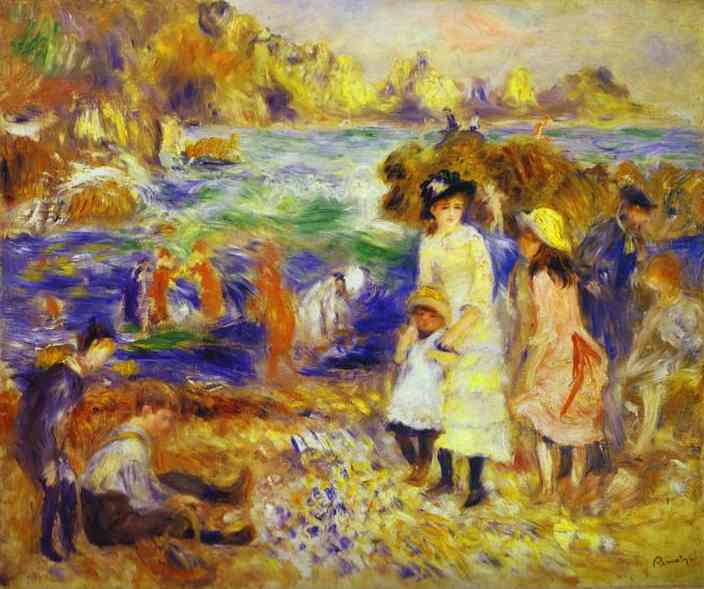
کودکان در ساحل در گونزی، ۱۸۸۳، بنیاد بارنز، مریون استیشن، پنسیلوانیا، فیلادلفیا
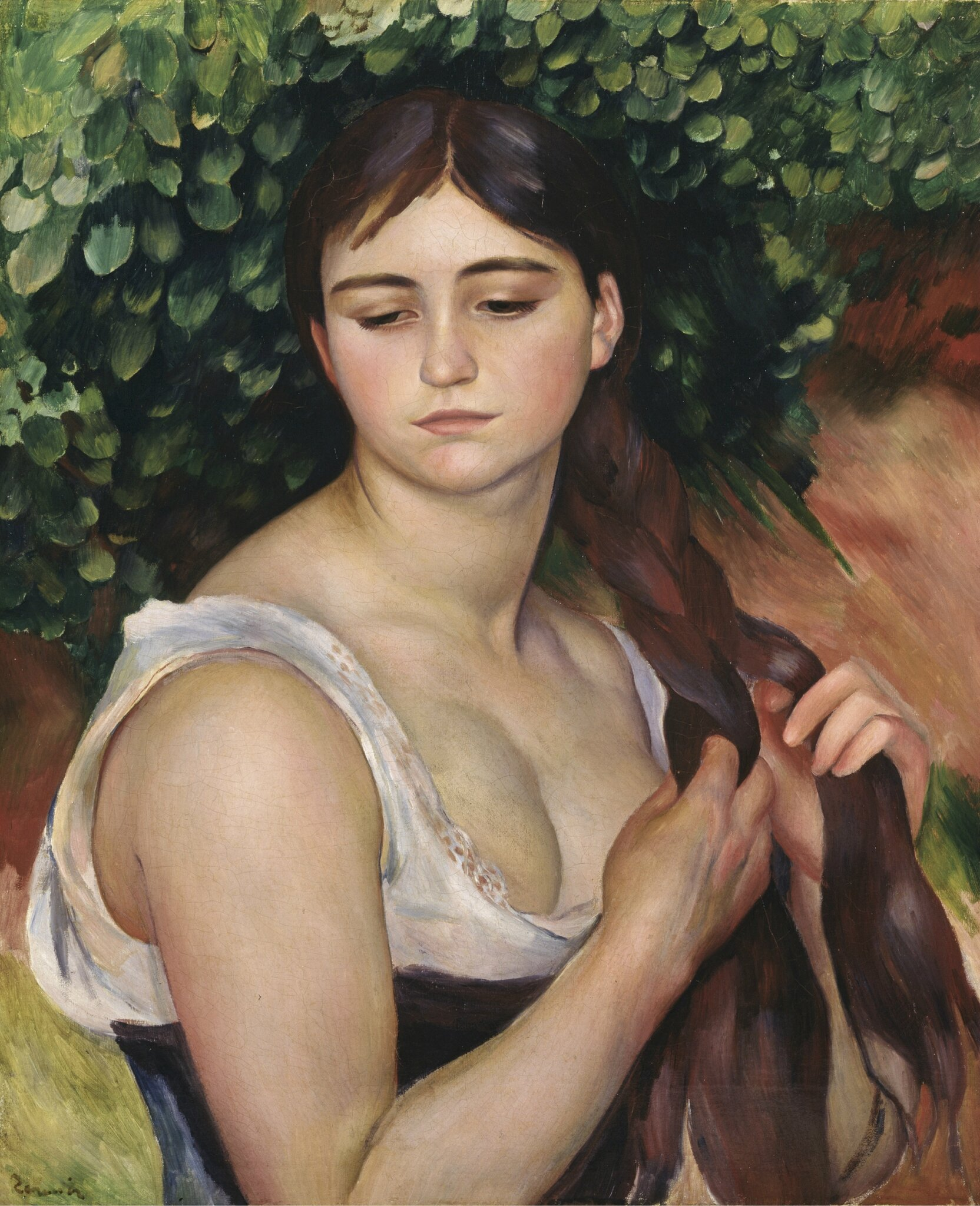
دختری که موهایش را می‌بافد (سوزان والادون), ۱۸۸۵
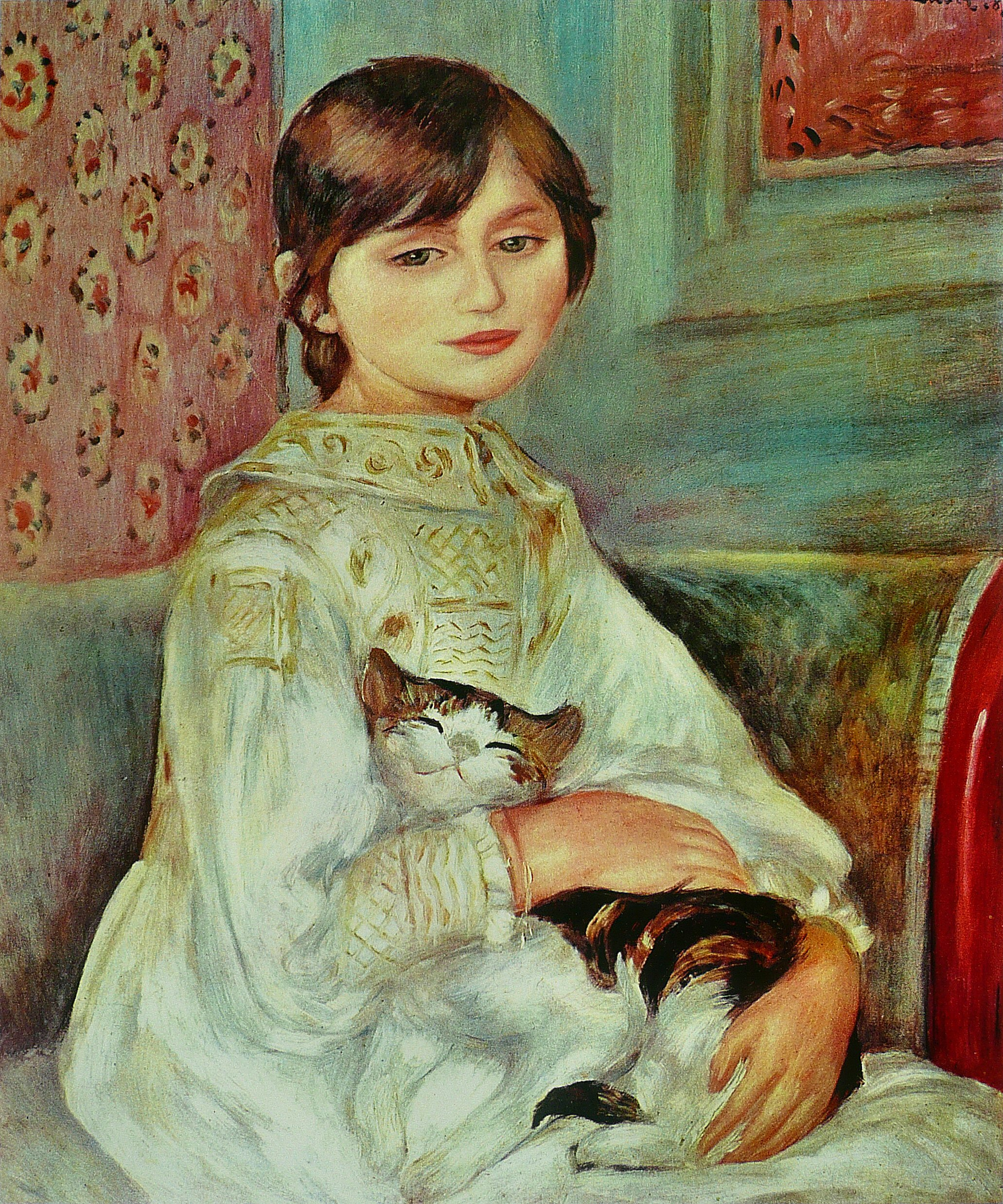
ژولی مانه با گربه،  ۱۸۸۷
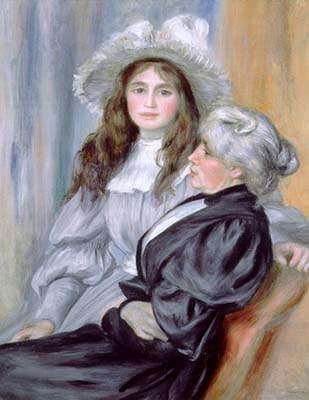
پرتره برت موریسو و دختر ژولی مانه، ۱۸۹۴
گابریل رنار و فرزند پسر ژان رنوار، ۱۸۹۵
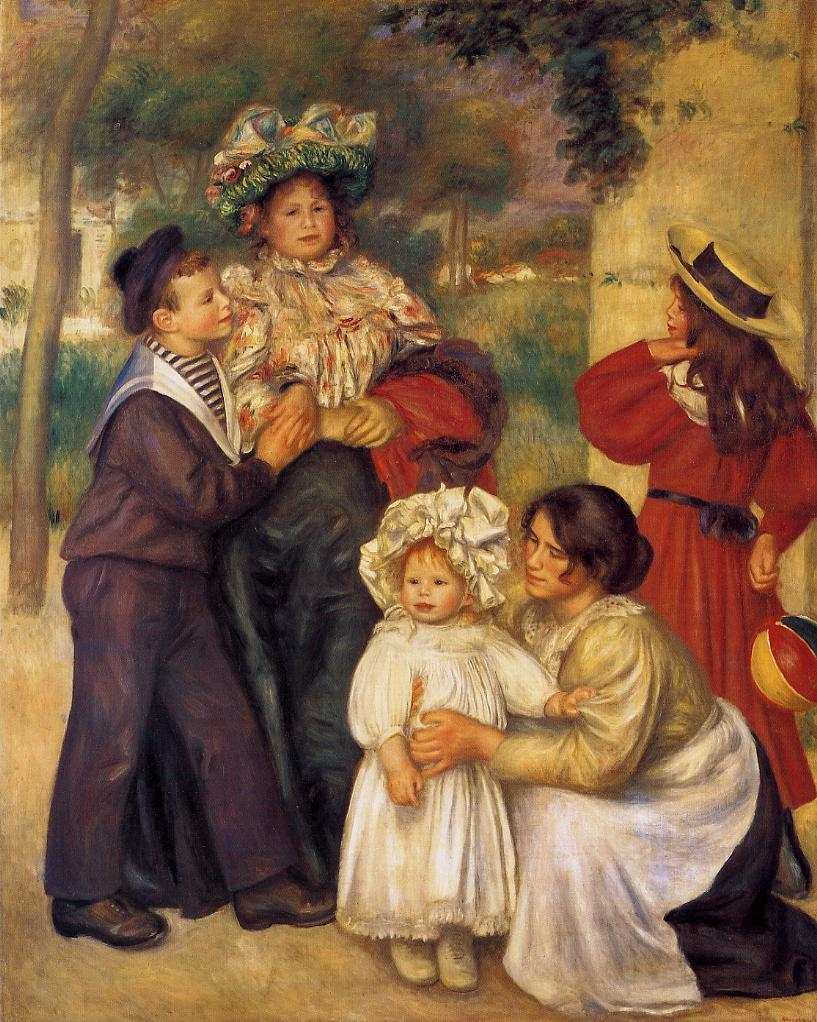
خانواده هنرمند، ۱۸۹۶، بنیاد بارنز، فیلادلفیا، پنسیلوانیا
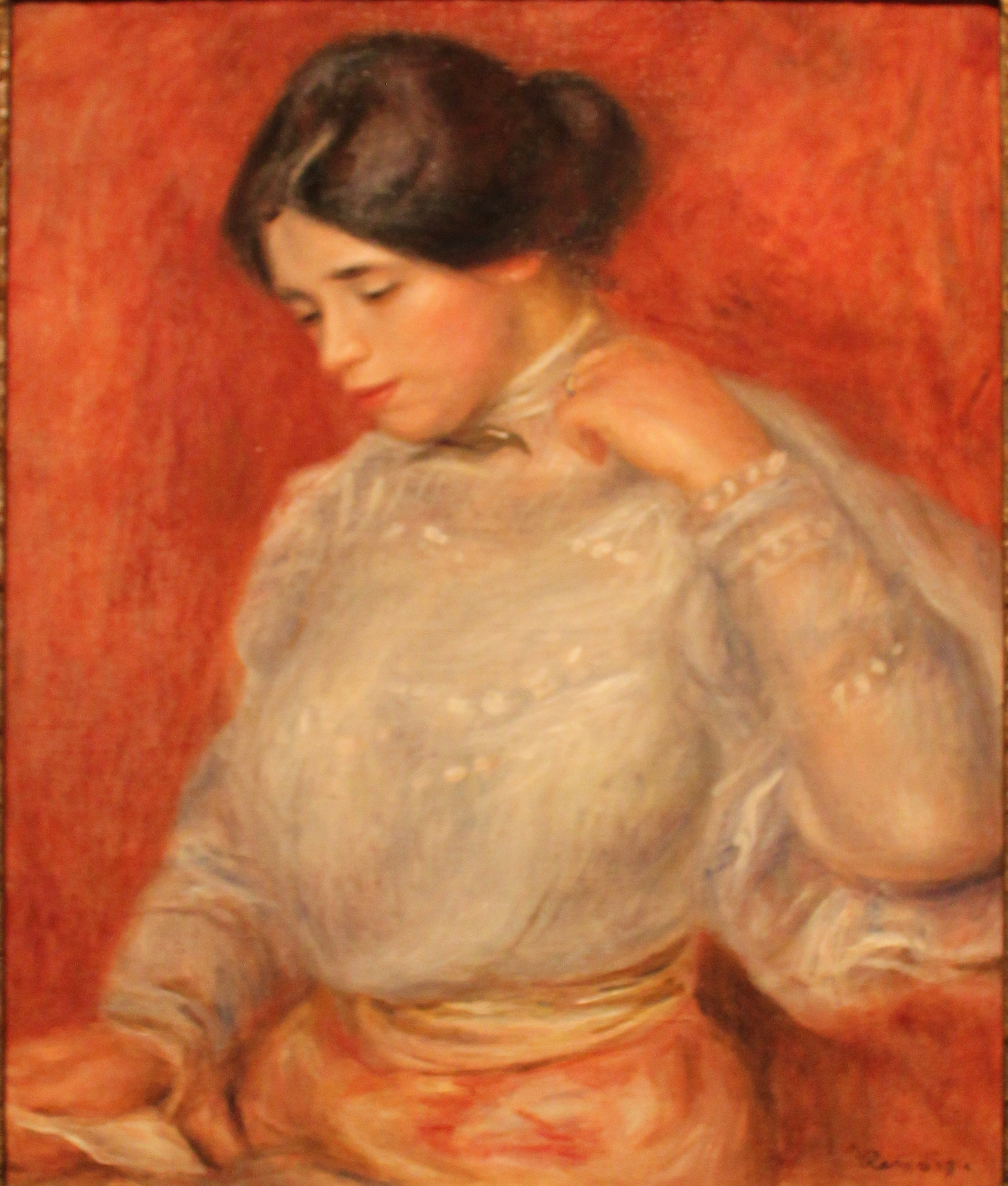
گرازیلا، ۱۸۹۶،مؤسسه هنر دیترویت
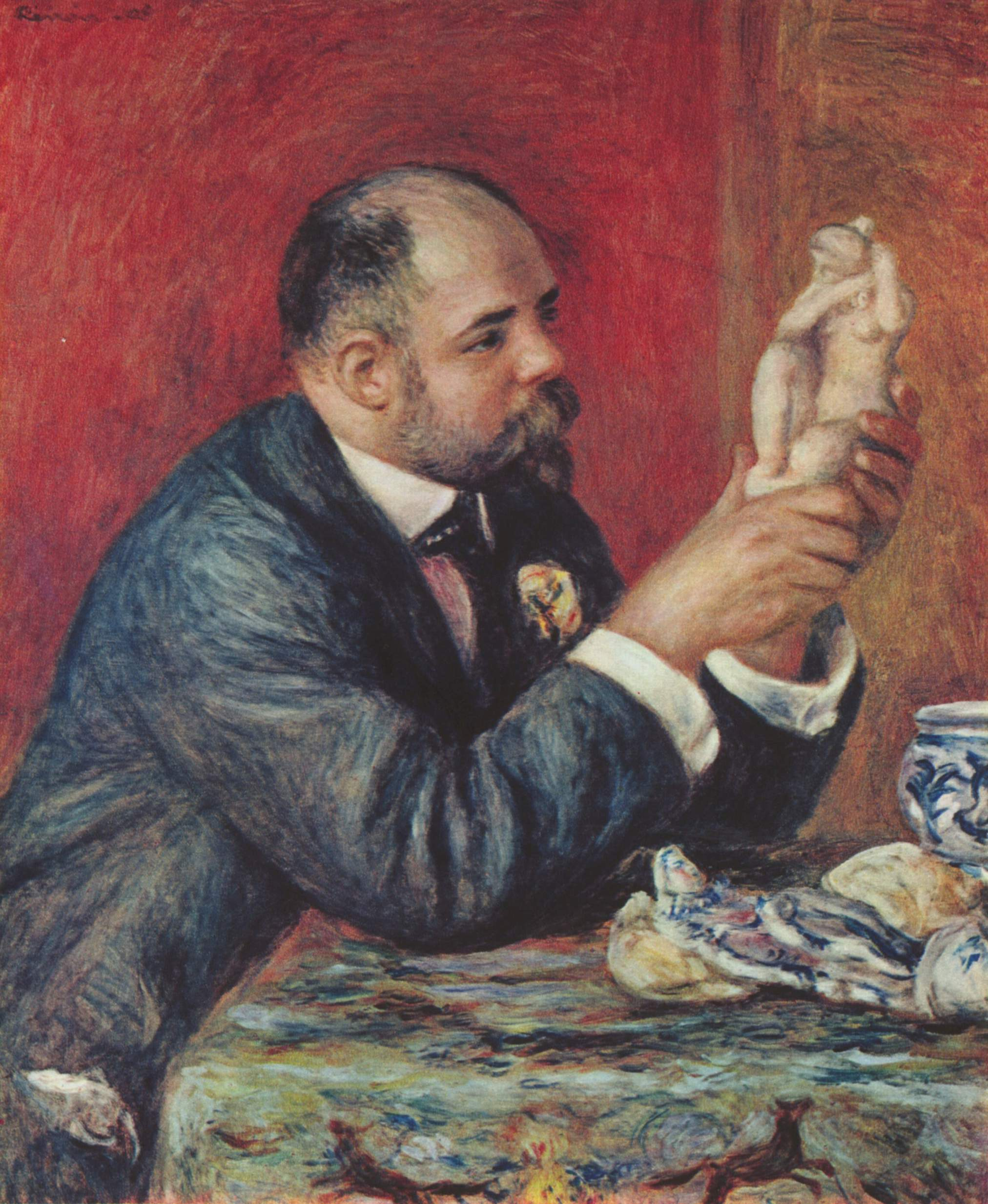
پرتره امبواز ولار، ۱۹۰۸
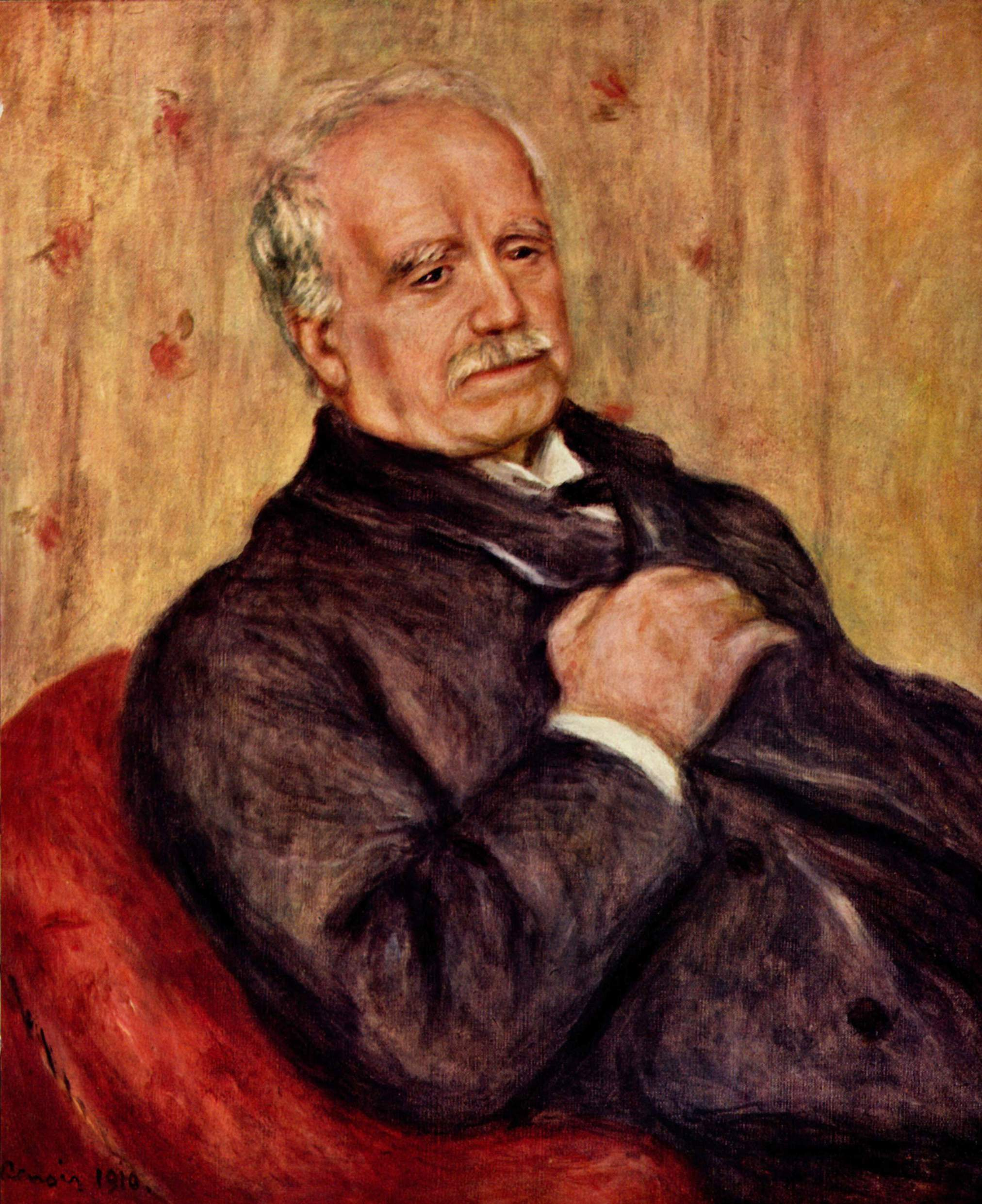
پرتره پل دوران-روئل، ۱۹۱۰
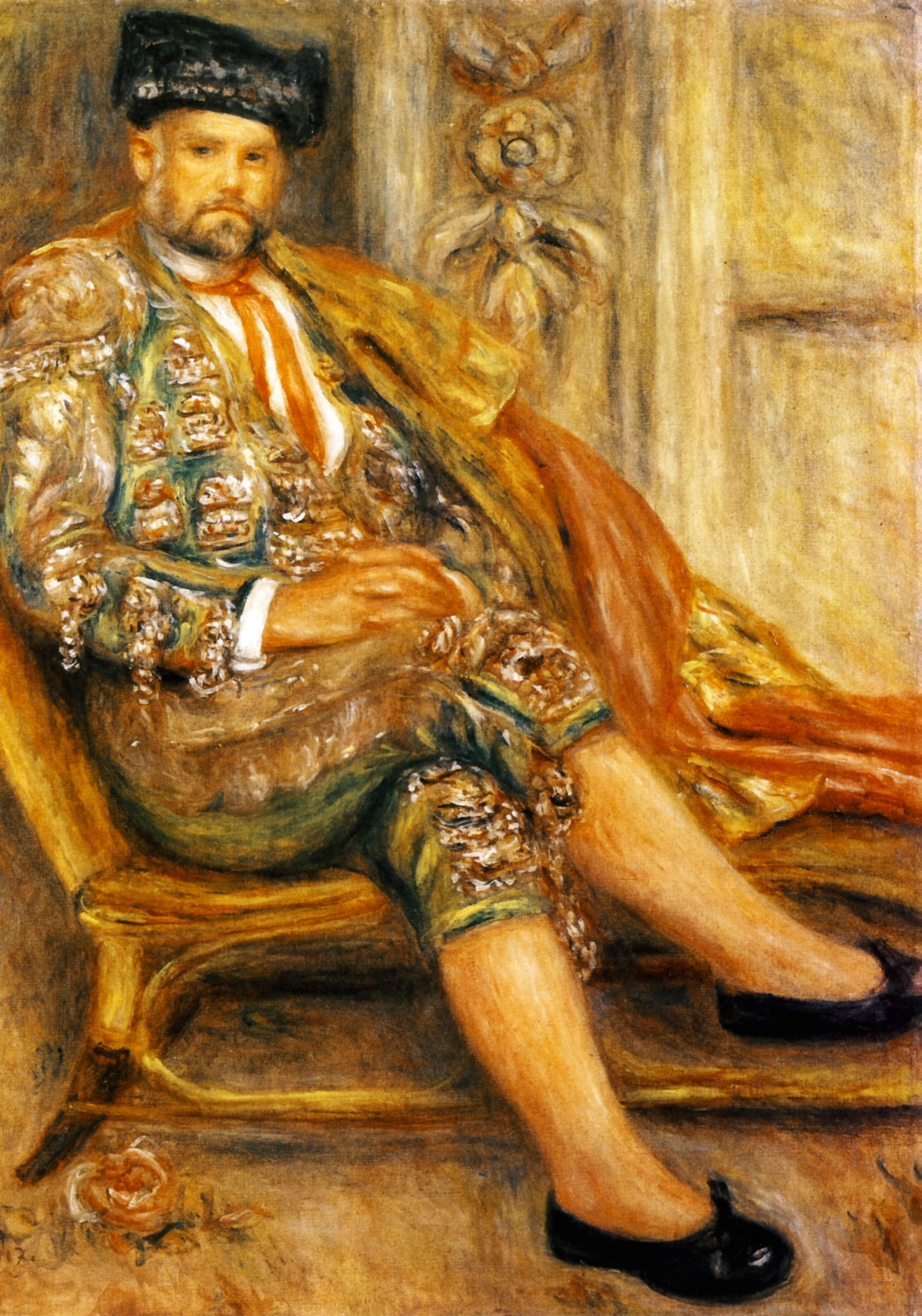
پرتره امبواز ولار، ۱۹۱۷
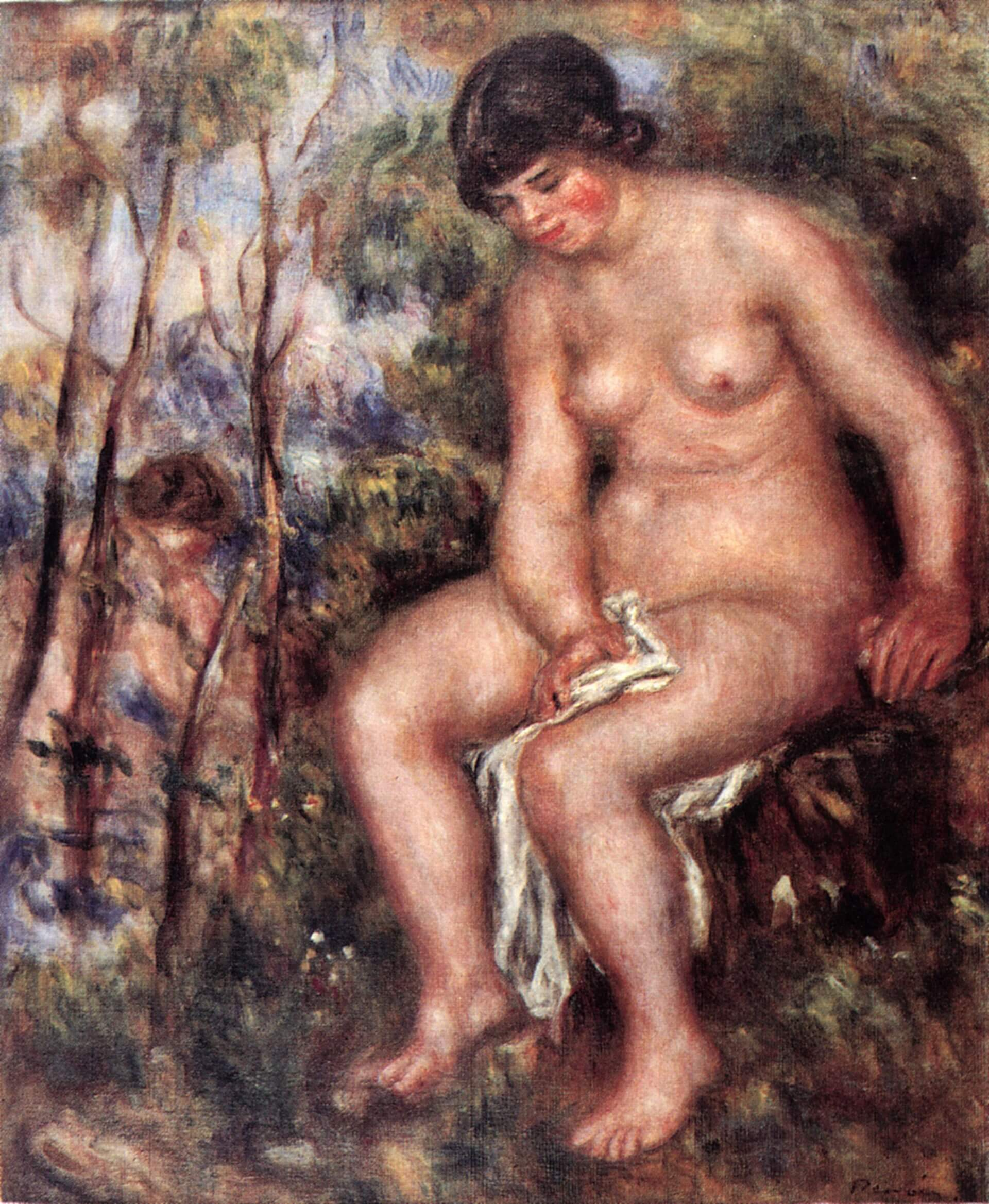
برهنه، موزه ملی صربستان، بلگراد
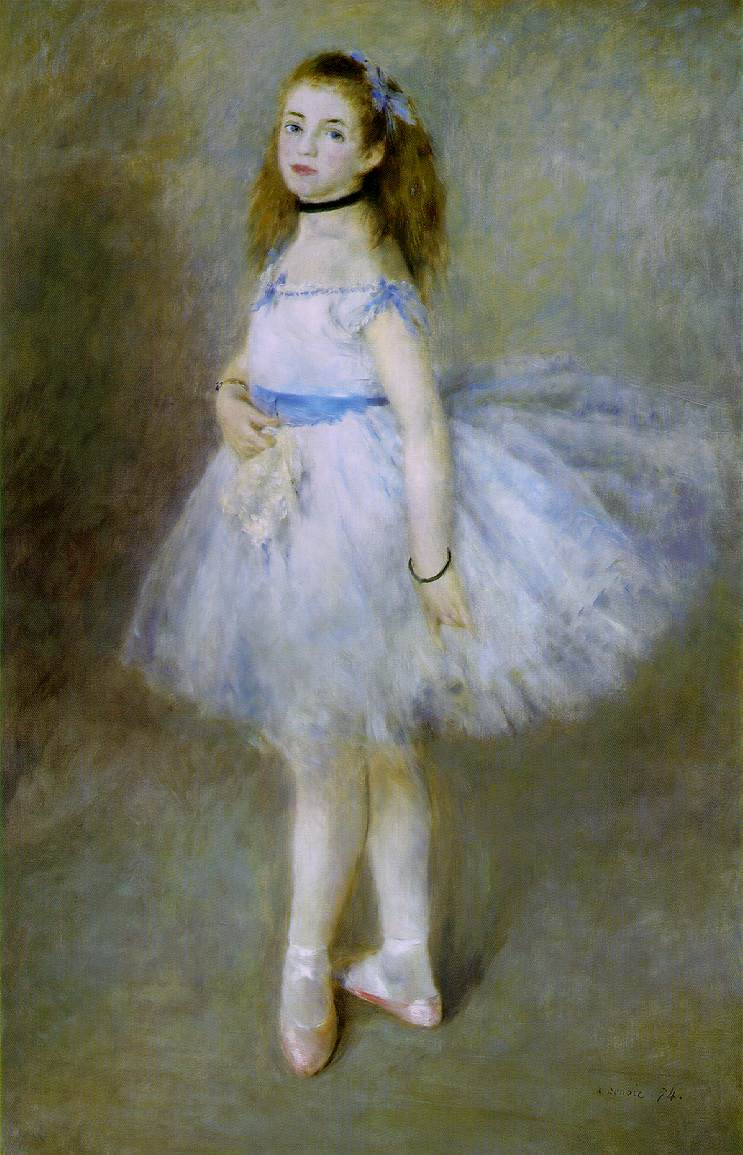
رقصنده، ۱۸۷۴، نگارخانه ملی هنر، واشینگتن، دی.سی.
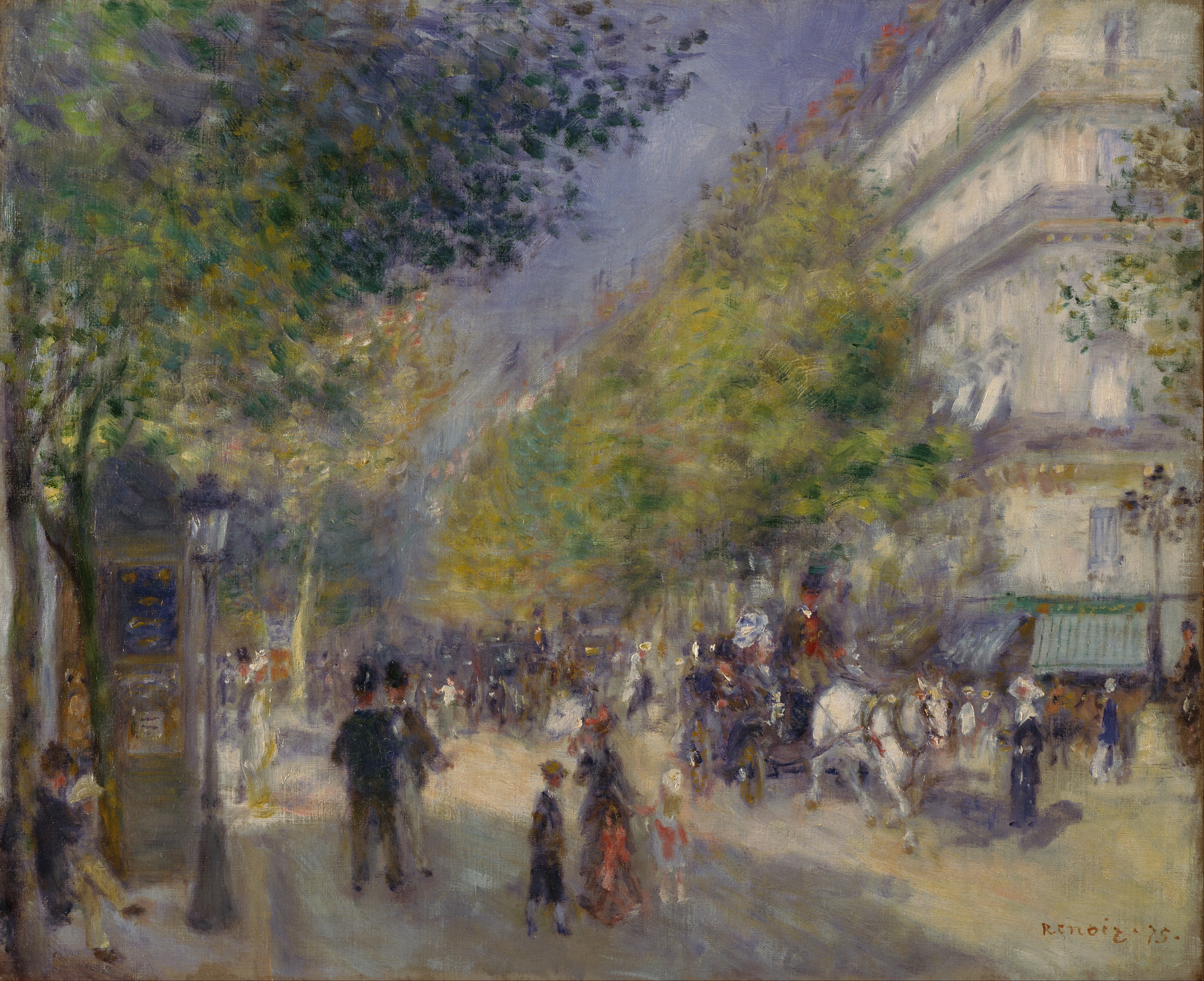
بلوارهای بزرگ، ۱۸۷۵، موزه هنر فیلادلفیا
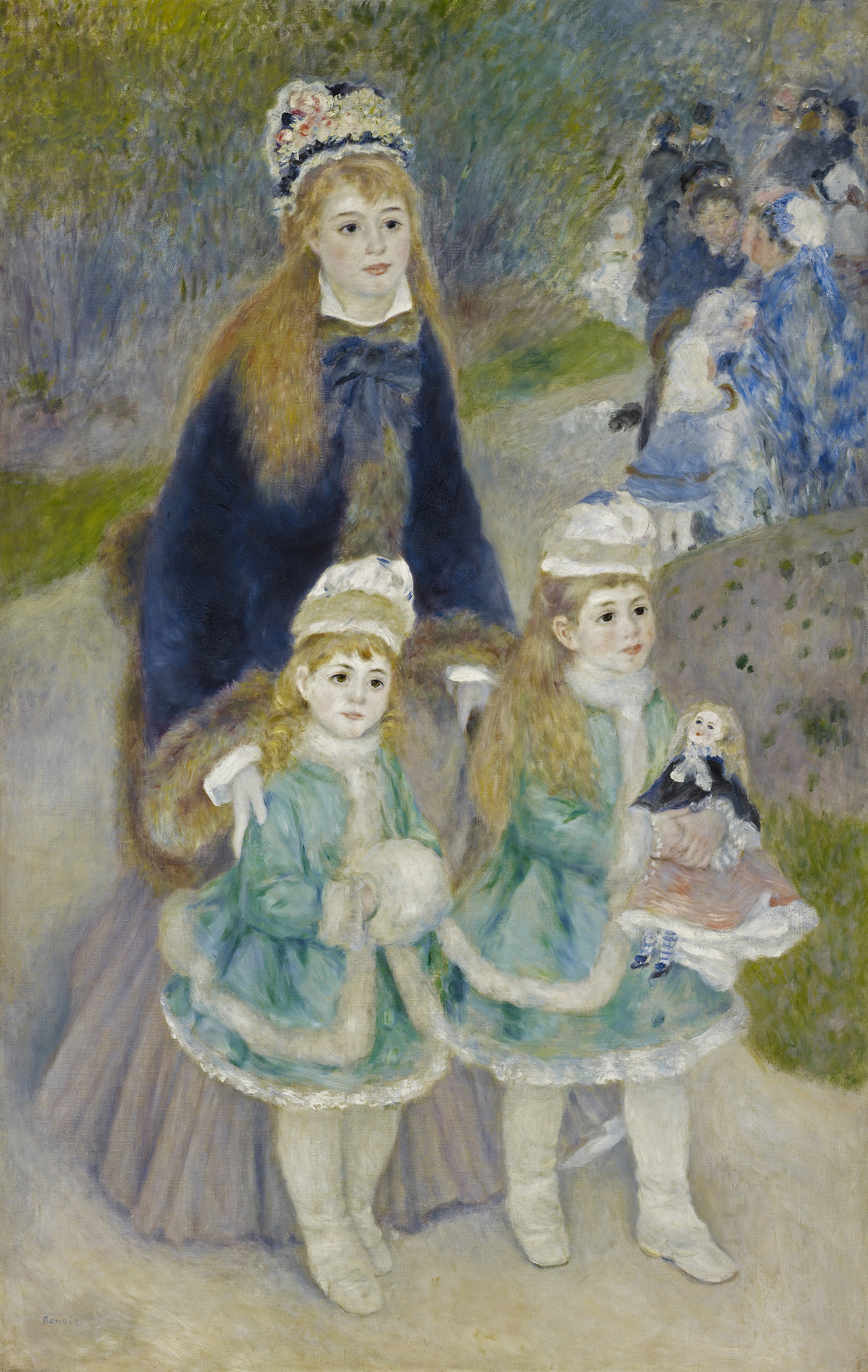
مادر و فرزندان, ۱۸۷۶، مجموعه فریک، نیویورک سیتی
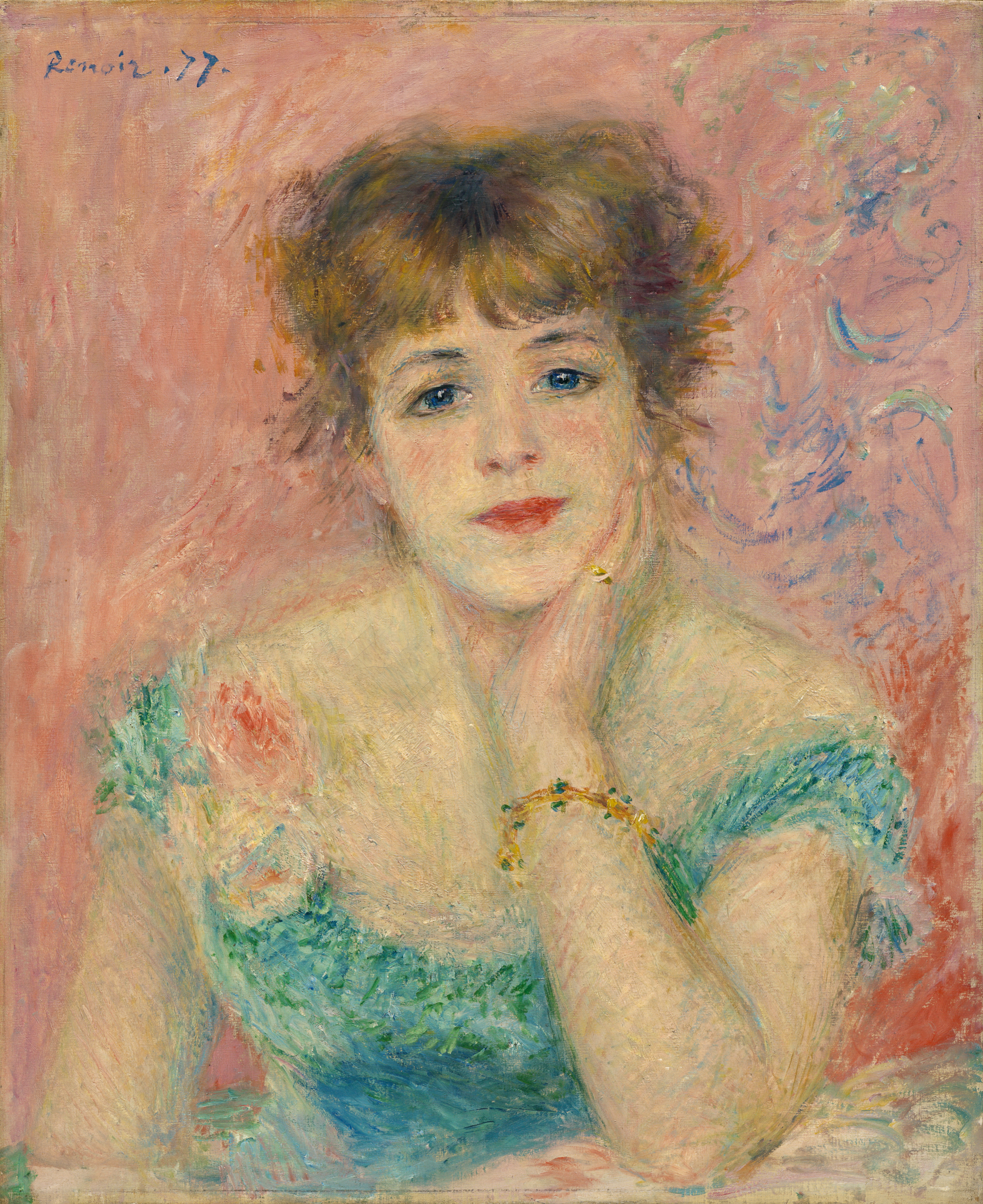
پرتره ژن ساماری، ۱۸۷۷، موزه پوشکین، مسکو
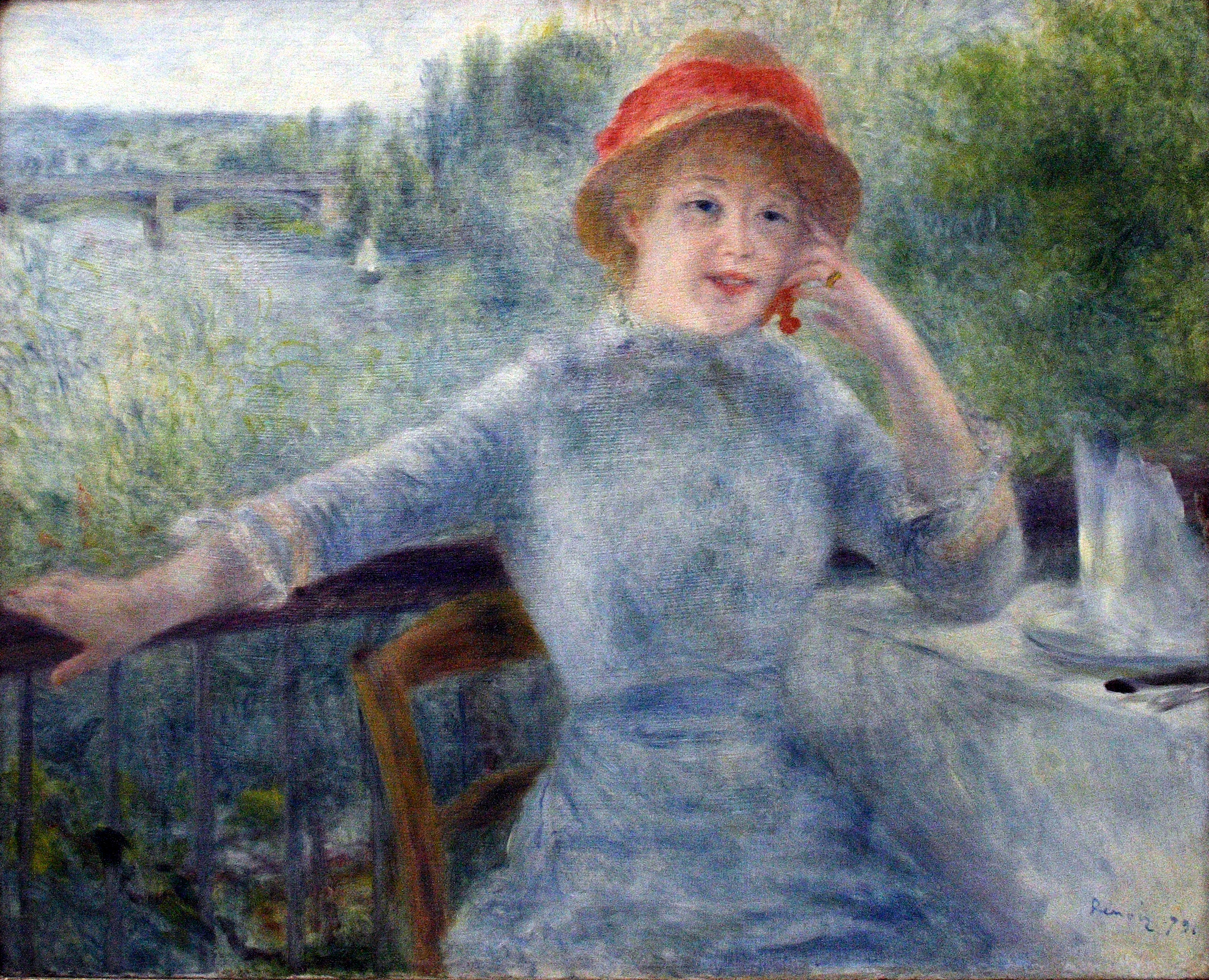
پرتره آلفونسین فورنز ۱۸۷۹، موزه اورسی، پاریس، فرانسه
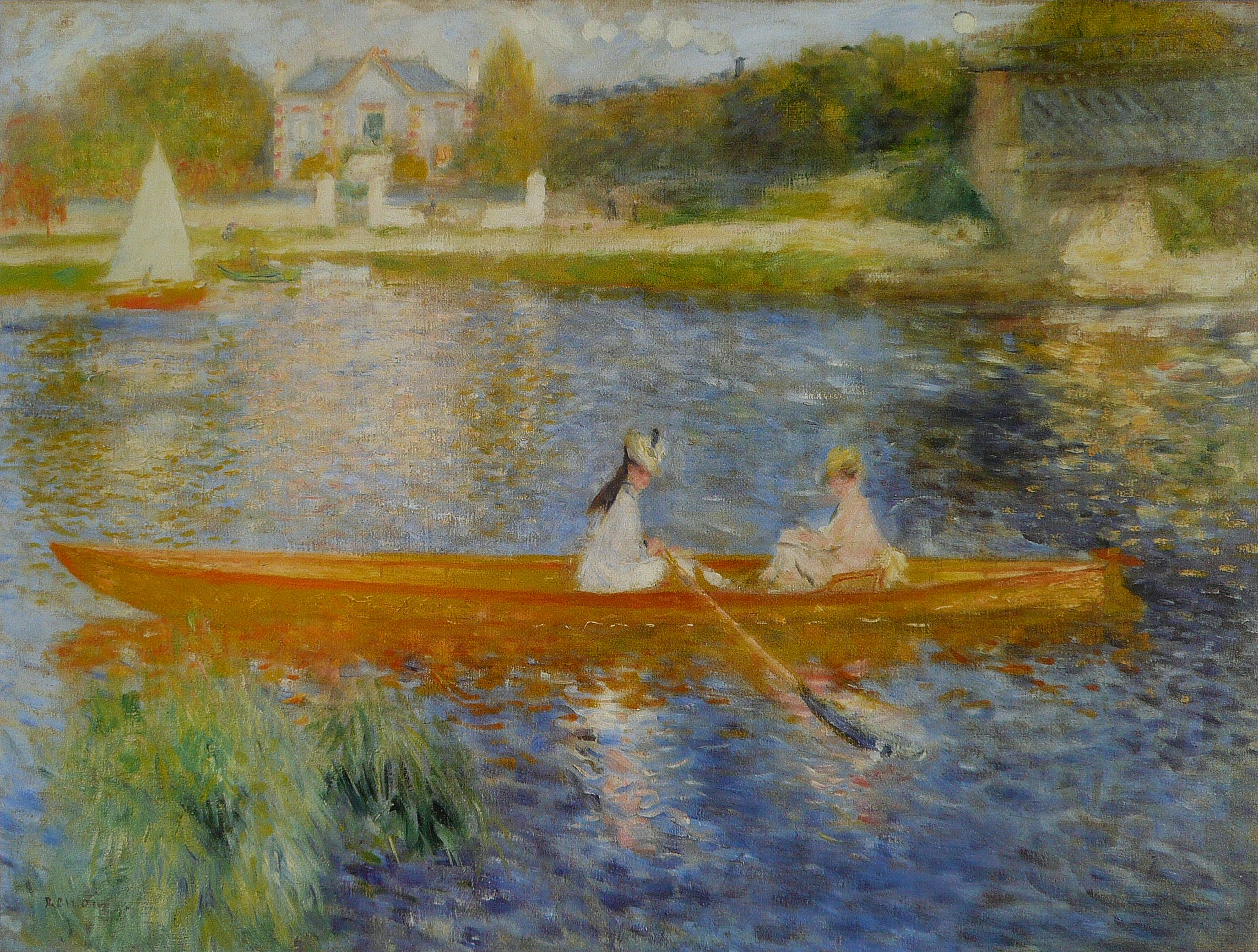
پیر اگوست رنوآر، قایقرانی در سن (لا یول), حوالی ۱۸۷۹
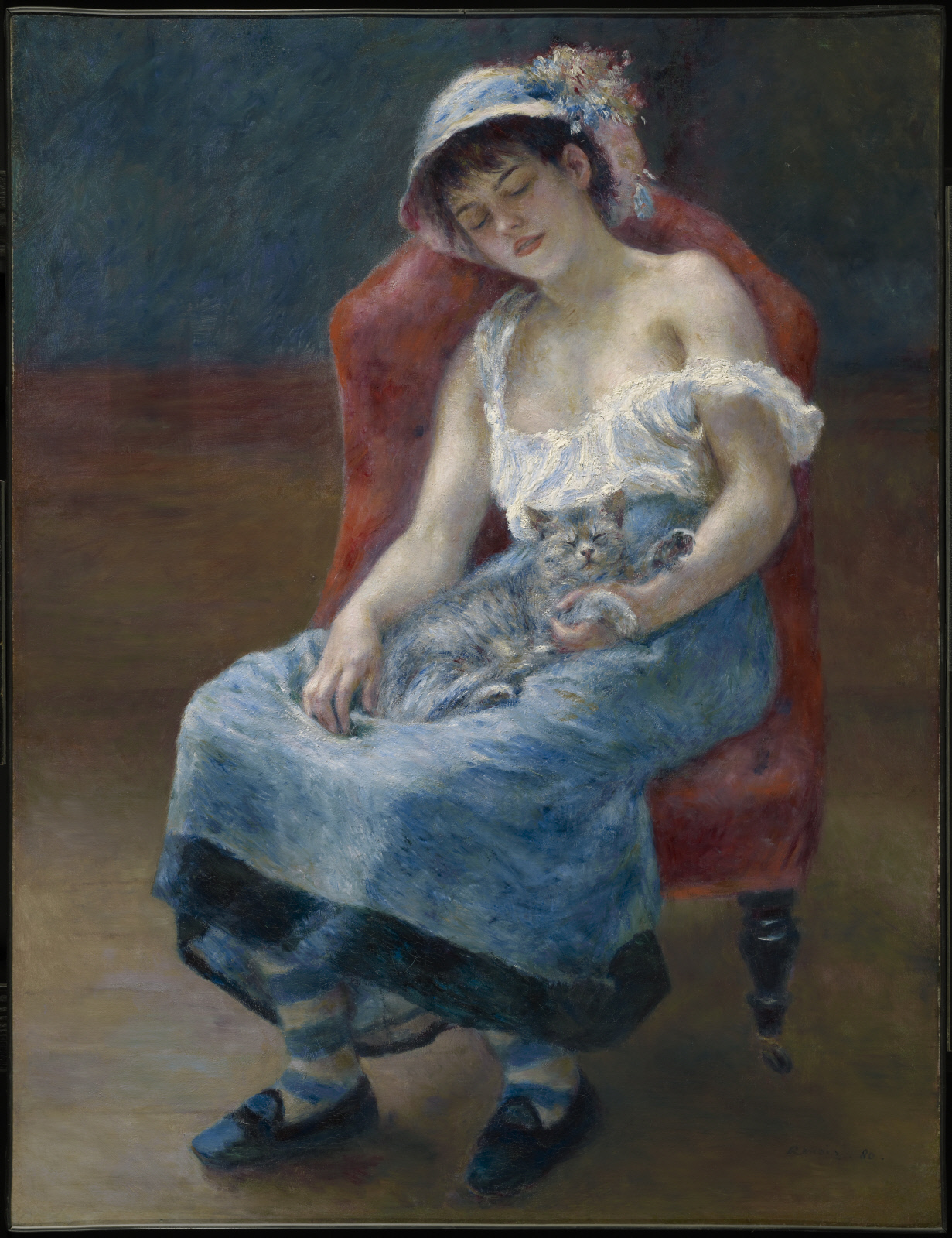
دختر خوابیده با گربه، موسسه هنری کلارک، ویلیام تاون، ماساچوست
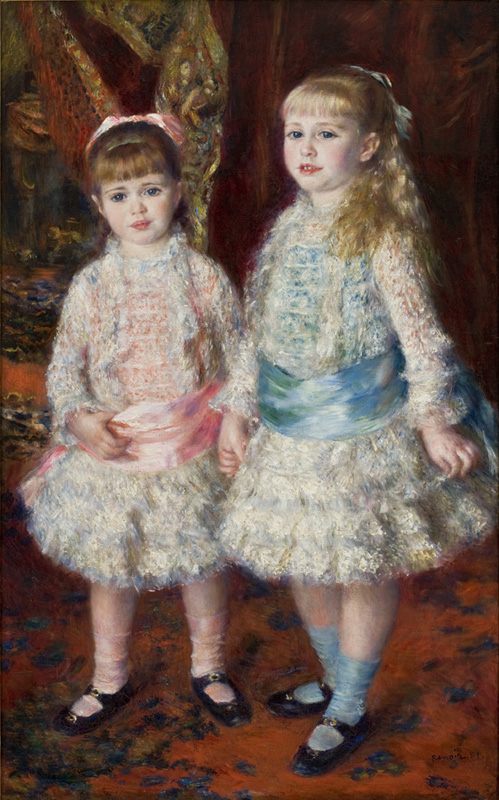
صورتی و آبی, ۱۸۸۱, موزه هنر سائو پائولو، سائو پائولو
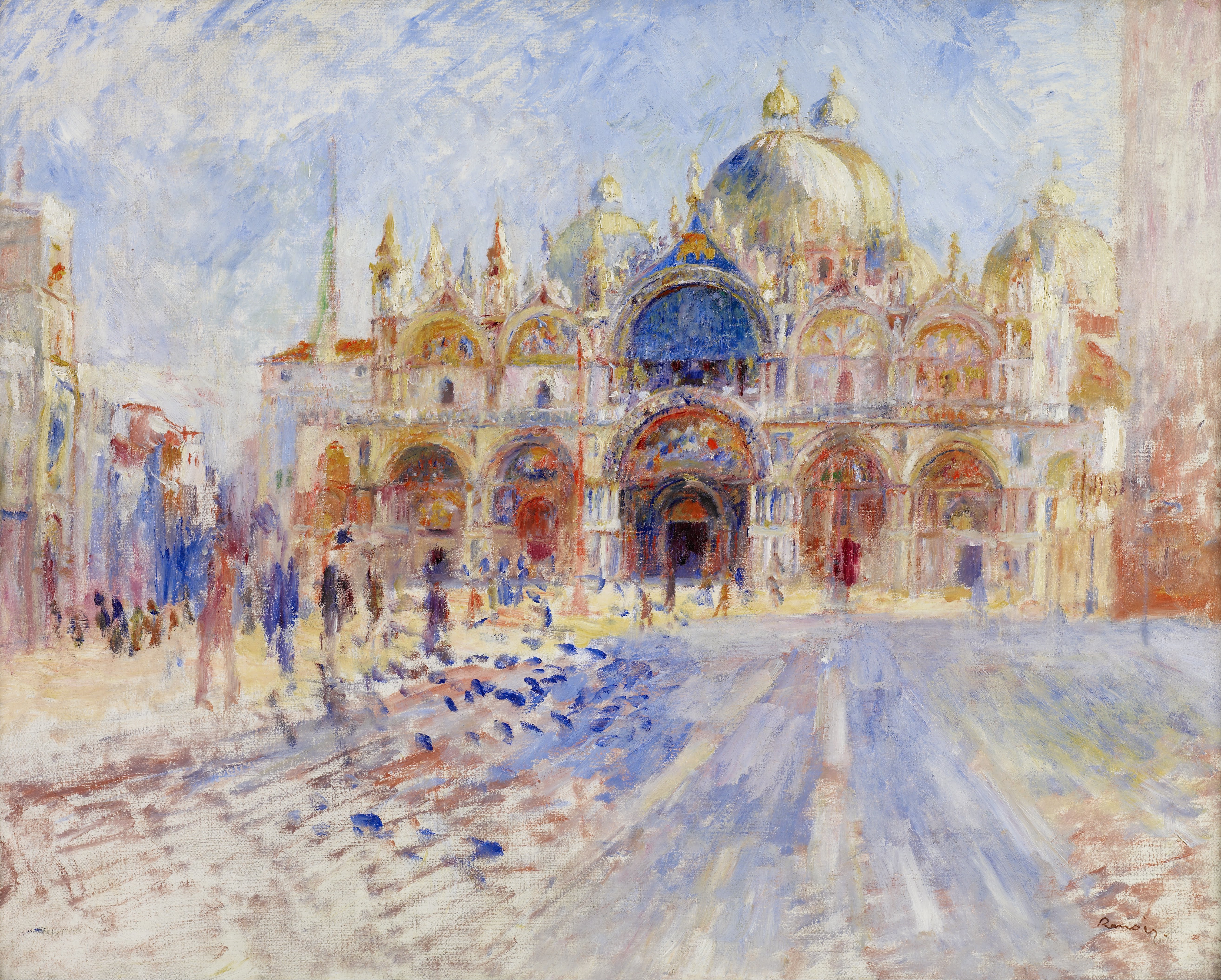
پیازا سان مارکو، ونیز, ۱۸۸۱ (موسسه هنری مینیاپولیس)
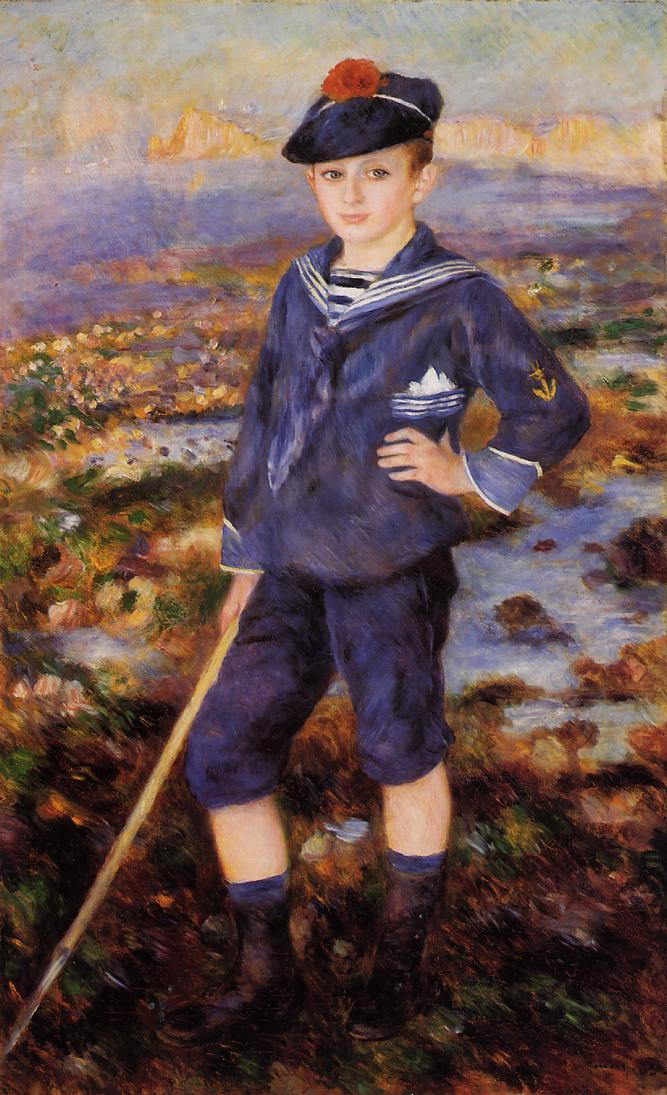
پسر جوان در ساحل دیپورت, ۱۸۸۳, بنیاد بارنز، فیلادلفیا
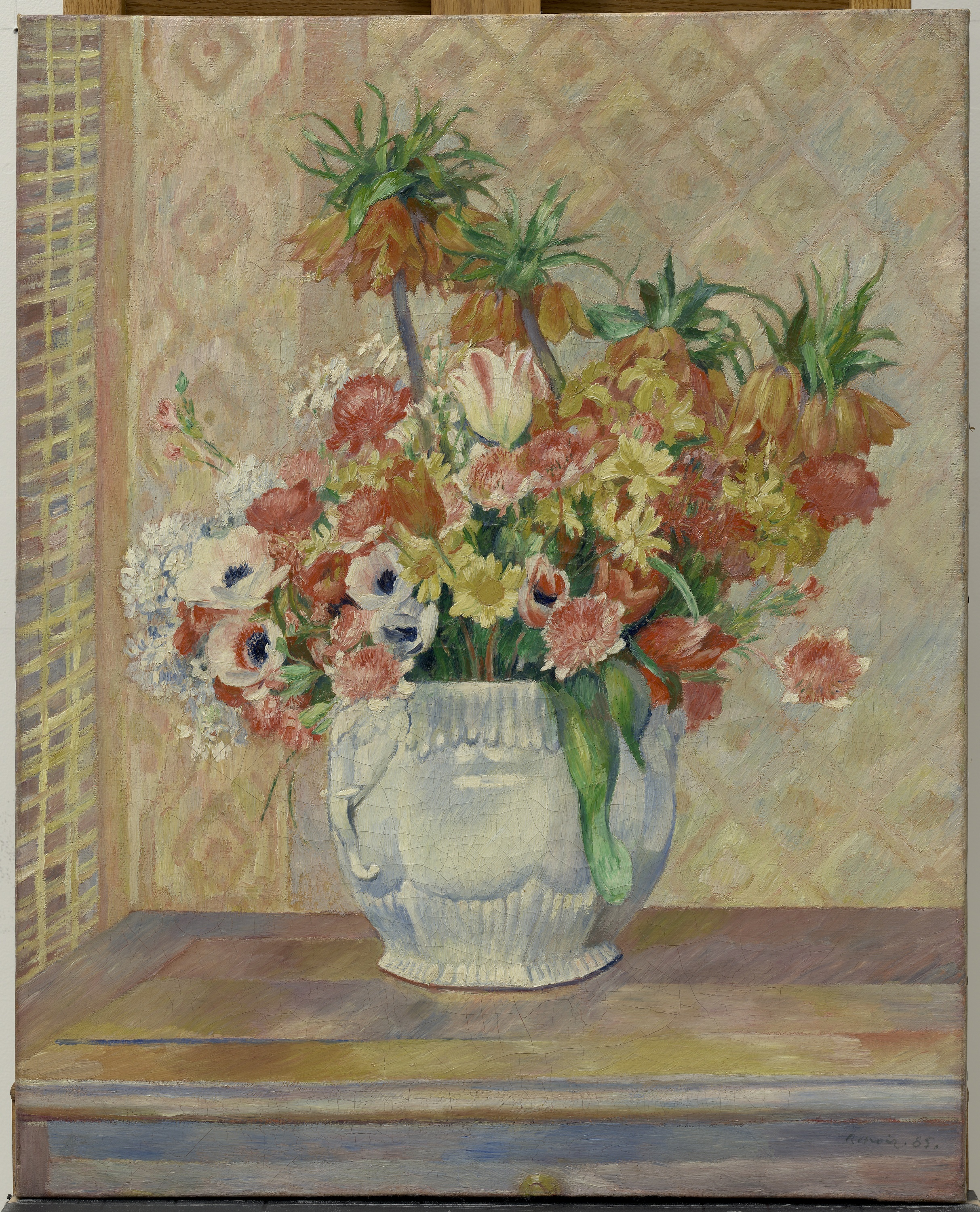
طبیعت بی جان: گل‌ها, ۱۸۸۵, موزه گوگنهایم نیویورک
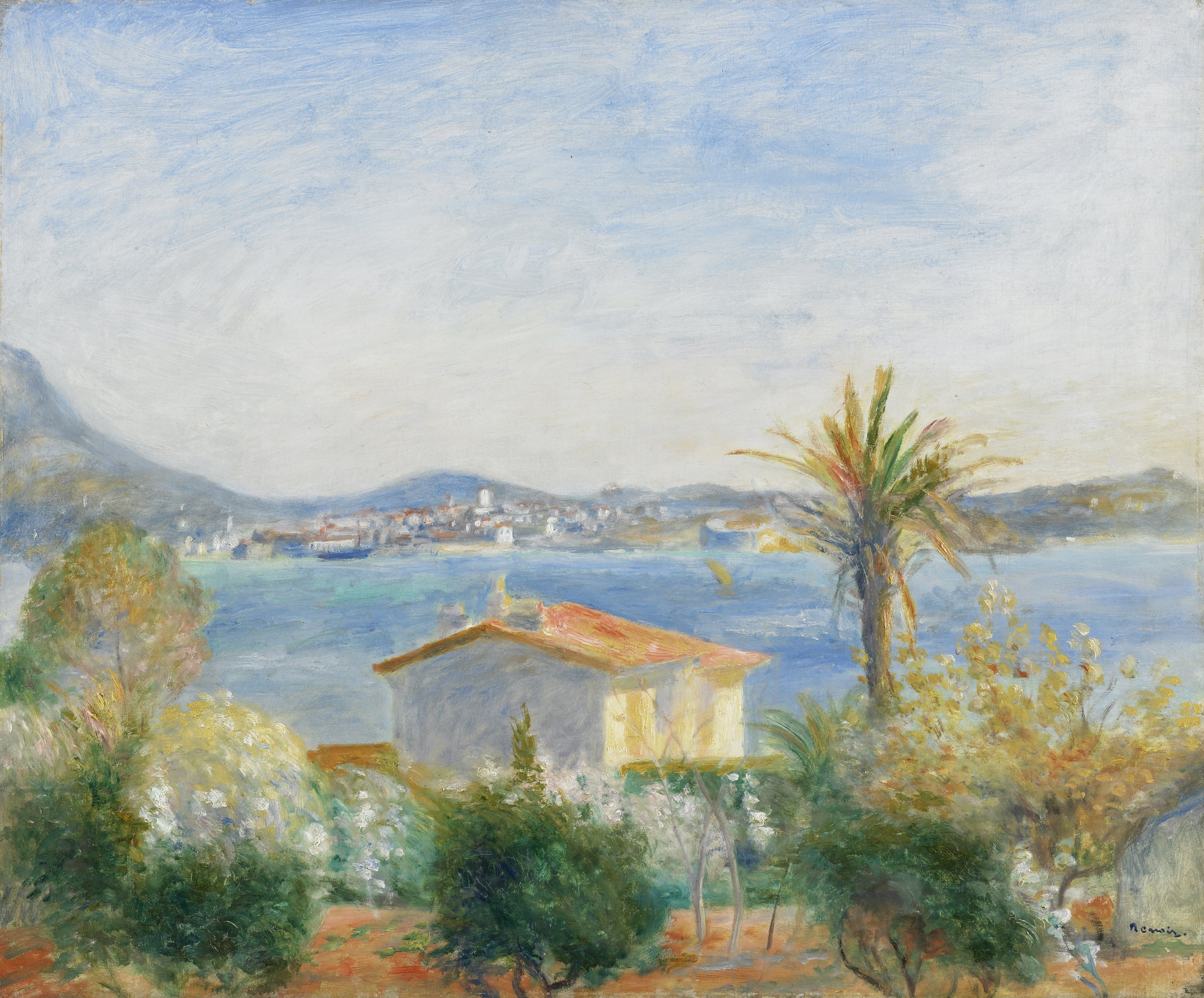
تماریس، فرانسه, حوالی ۱۸۸۵ (موسسه هنری مینیاپولیس)
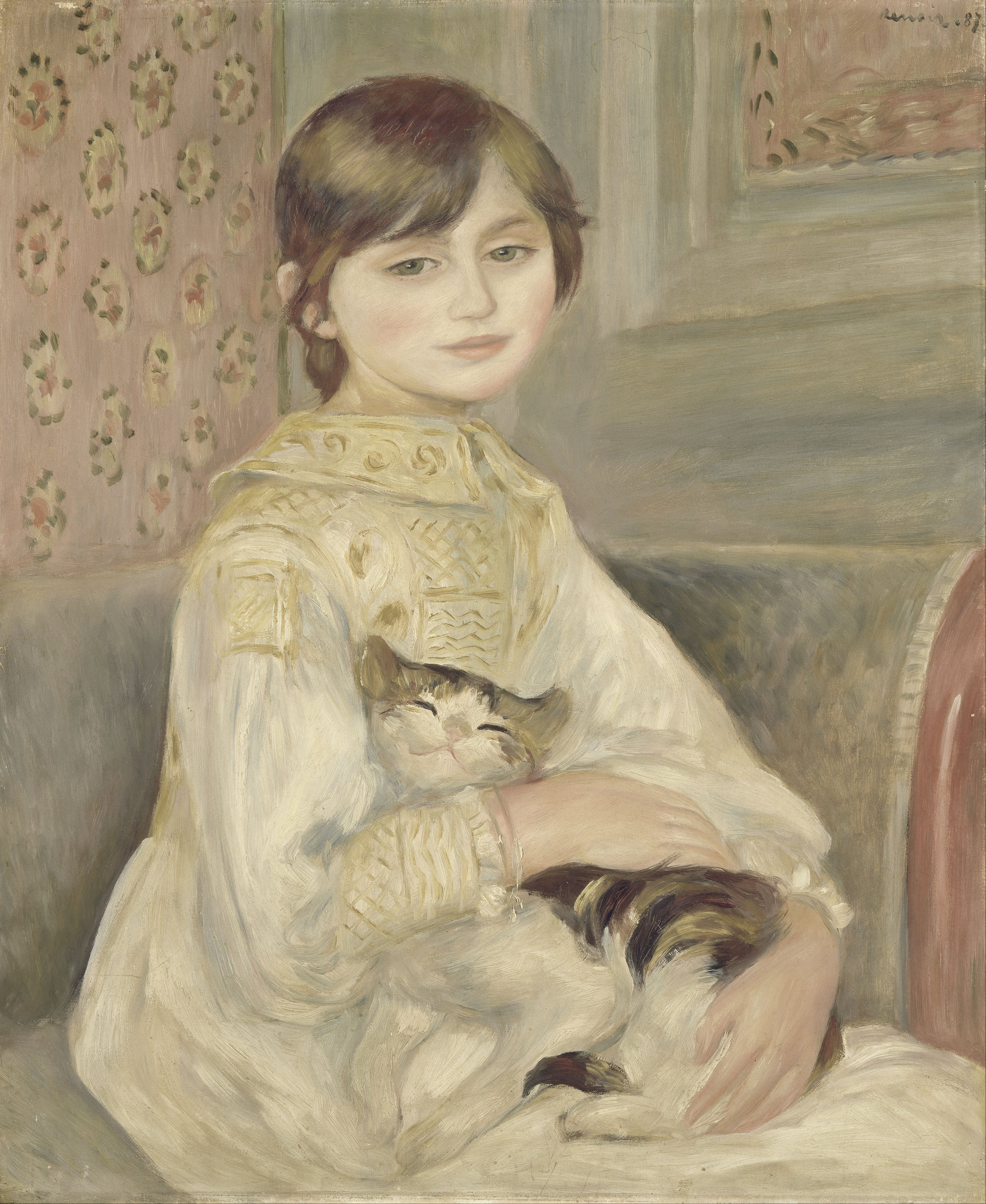
ژولی مانه با گربه،  ۱۸۸۷
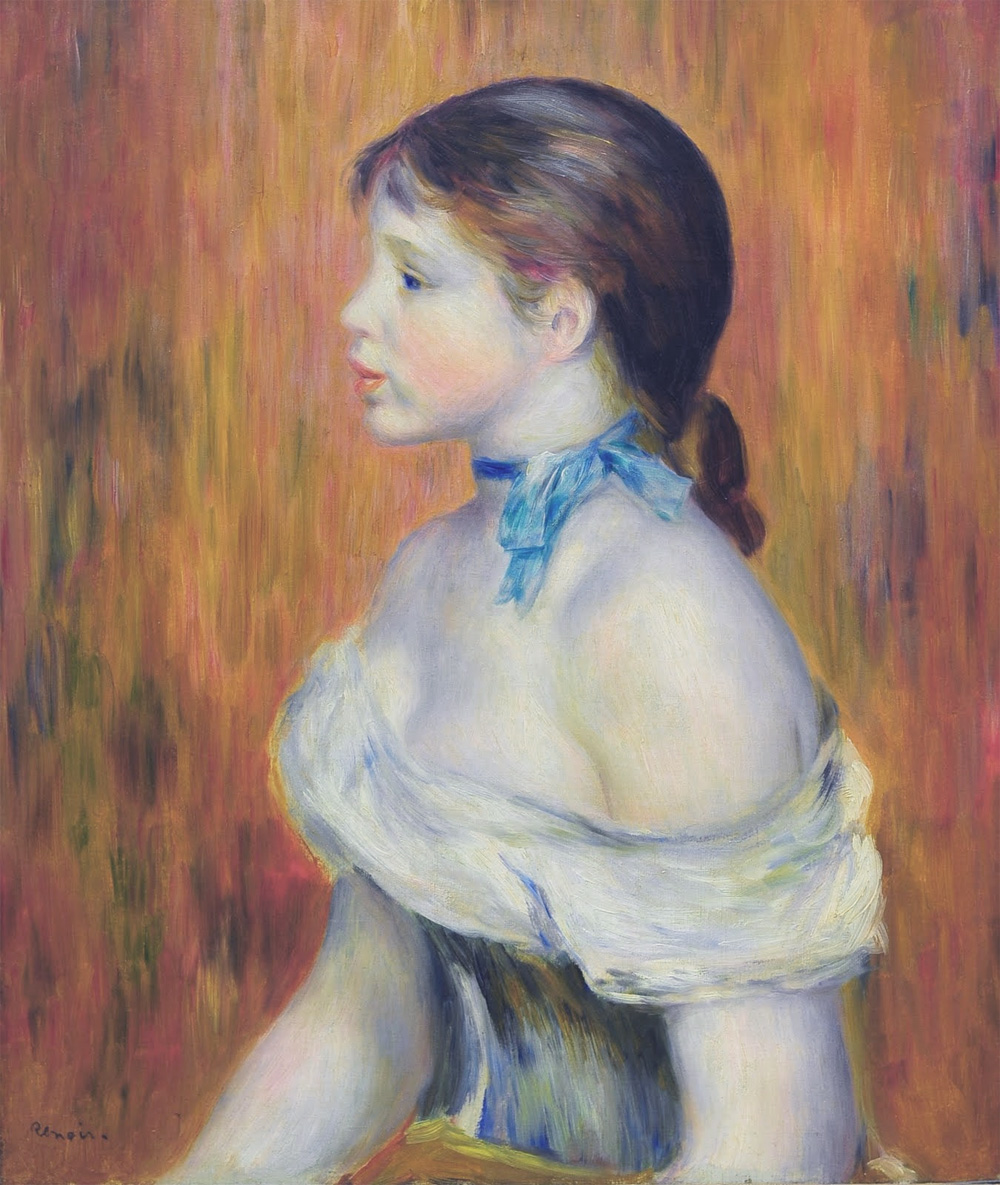
زن جوان با روبان آبی, ۱۸۸۸
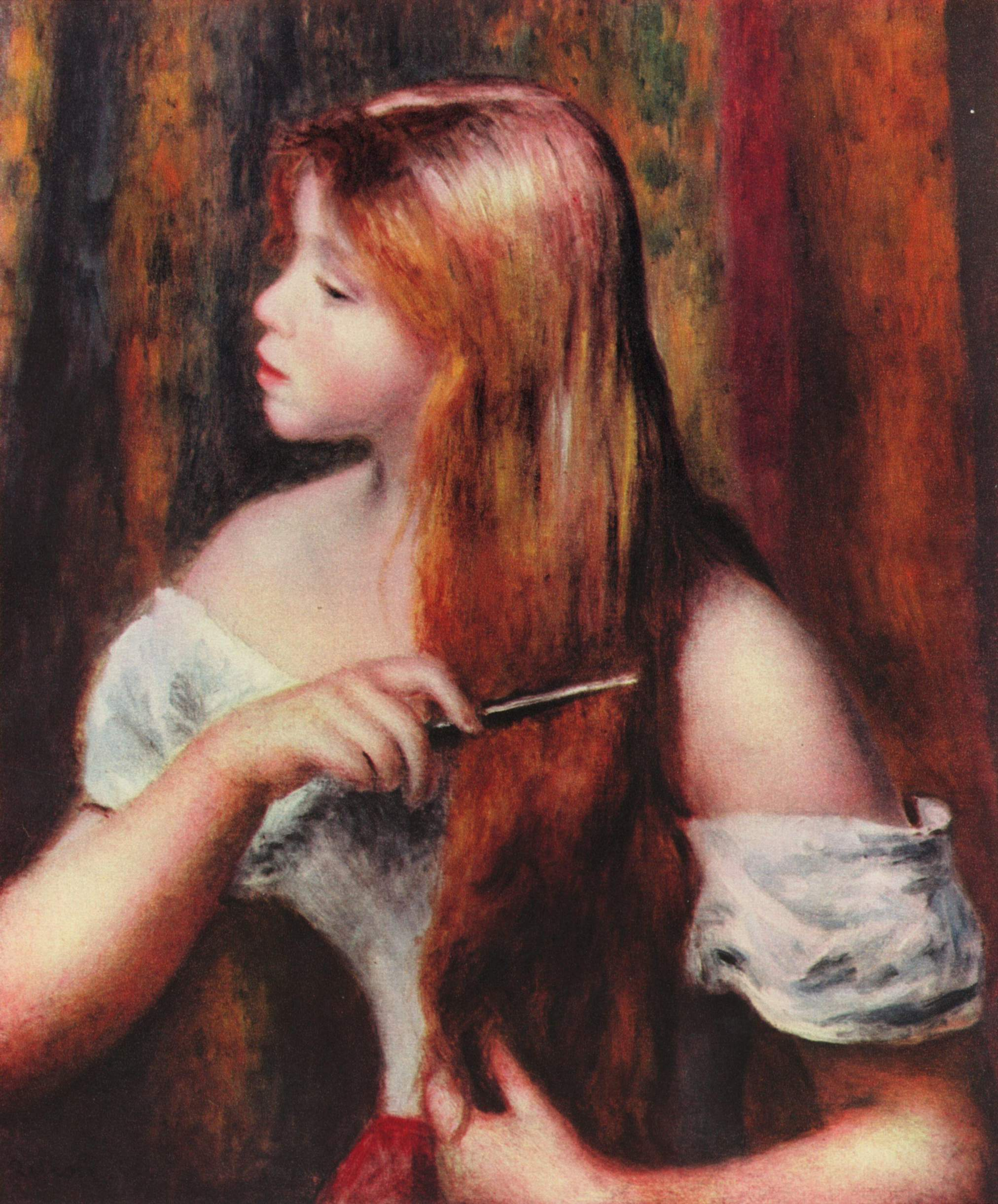
دختر جوان با موهای قرمز, ۱۸۹۴
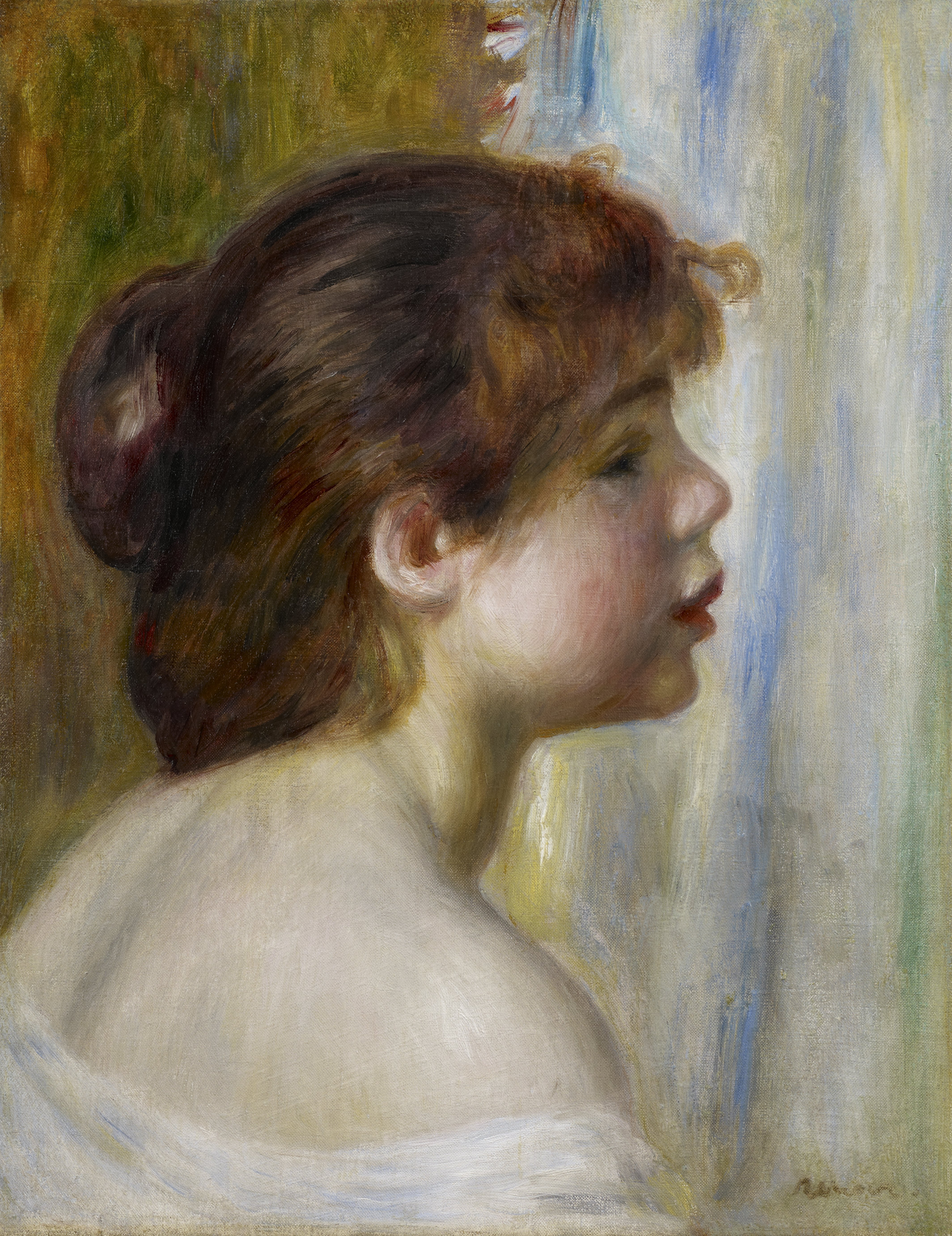
سر زن جوان, اواخر قرن ۱۹ (مؤسسه هنر مینیاپولیس)
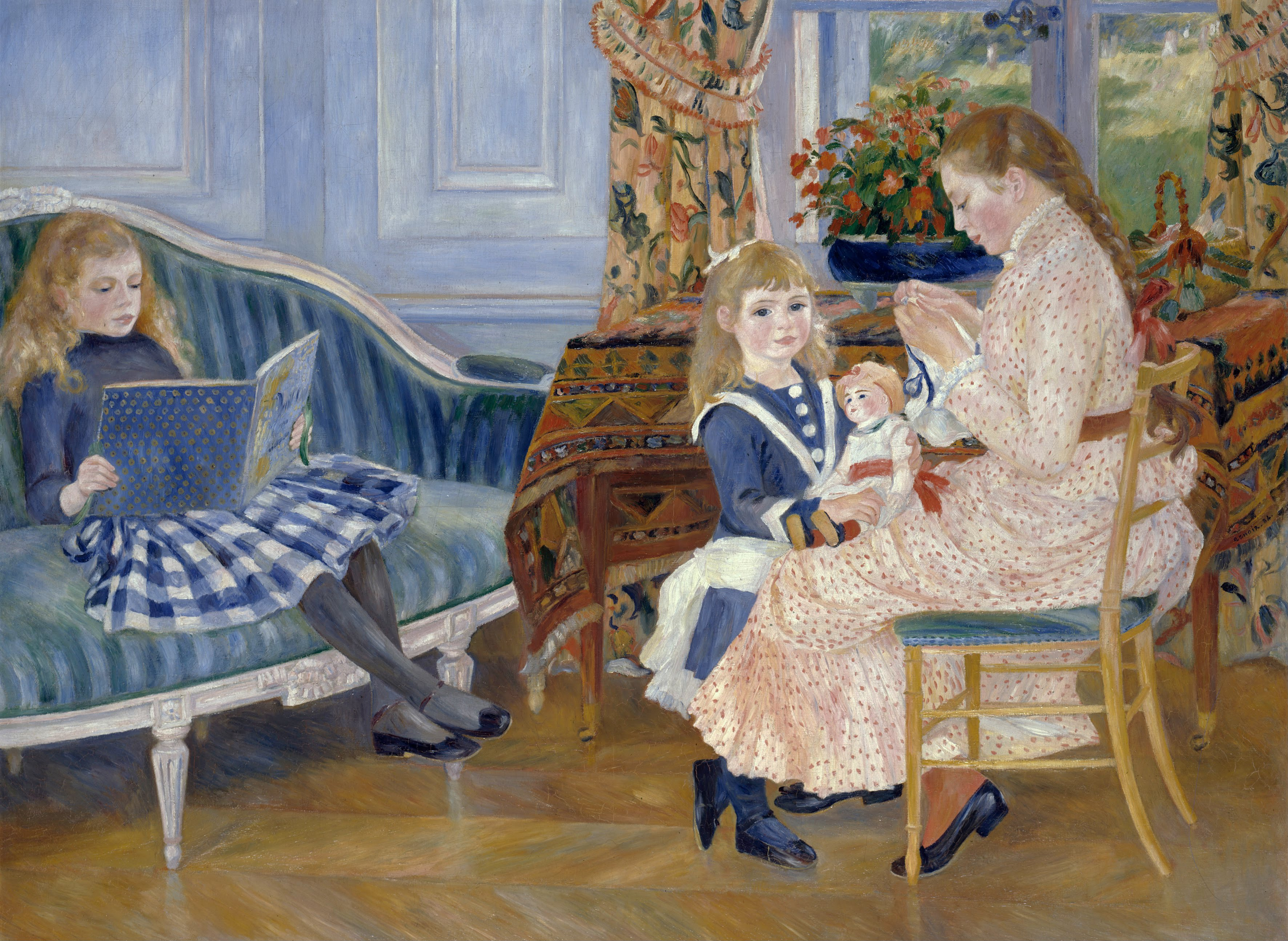
کودکان در یک بعدازظهر وارگمونت
۱۸۸۴ م.
گالری ملی قدیم، برلین